# Brani musicali di Lucio Battisti

Lucio Battisti

Quelle che seguono sono liste di brani musicali di Lucio Battisti, che elencano i brani scritti, arrangiati ed interpretati dal musicista reatino.

## Brani scritti ed interpretati
Brani scritti da altri autori
| Titolo | Data di pubblicazione | Autore del testo | Autore/i della musica            | Arrangiatore/i                       | Produttore/i               |
| --- | --------------------- | ---------------- | -------------------------------- | ------------------------------------ | -------------------------- |
| Adesso sì | 1966.02               | Sergio Endrigo   | Sergio Endrigo                   | Iller Pattacini                      | Iller Pattacini            |
| Dolce di giorno | 1966.07               | Mogol            | Lucio Battisti, Renato Angiolini | Lucio Battisti                       | Mogol                      |
| Per una lira | 1966.07               | Mogol            | Lucio Battisti, Renato Angiolini | Lucio Battisti                       | Mogol                      |
| Luisa Rossi | 1967.07               | Mogol            | Lucio Battisti, Renato Angiolini | Lucio Battisti                       | Mogol                      |
| Era | 1967.07               | Mogol            | Lucio Battisti, Renato Angiolini | Lucio Battisti                       | Mogol                      |
| Prigioniero del mondo | 1968.04               | Mogol            | Carlo Donida Labati              | Detto Mariano                        | Mogol                      |
| Balla Linda | 1968.04               | Mogol            | Lucio Battisti                   | Detto Mariano                        | Mogol                      |
| La mia canzone per Maria | 1968.10               | Mogol            | Lucio Battisti                   | Detto Mariano                        | Mogol, Lucio Battisti      |
| Io vivrò (senza te) | 1968.10               | Mogol            | Lucio Battisti                   | Detto Mariano                        | Mogol, Lucio Battisti      |
| Un'avventura | 1969.01               | Mogol            | Lucio Battisti                   | Gian Piero Reverberi                 | Mogol, Lucio Battisti      |
| Non è Francesca | 1969.01               | Mogol            | Lucio Battisti                   | Gian Piero Reverberi                 | Mogol, Lucio Battisti      |
| 29 settembre | 1969.03               | Mogol            | Lucio Battisti, Renato Angiolini | Lucio Battisti, Natale Massara       | Mogol, Lucio Battisti      |
| Nel sole, nel vento, nel sorriso e nel pianto                                                                                  | 1969.03               | Mogol            | Lucio Battisti                   | Lucio Battisti, Natale Massara       | Mogol, Lucio Battisti      |
| Uno in più | 1969.03               | Mogol            | Lucio Battisti, Renato Angiolini | Lucio Battisti, Natale Massara       | Mogol, Lucio Battisti      |
| Nel cuore, nell'anima | 1969.03               | Mogol            | Lucio Battisti                   | Lucio Battisti                       | Mogol                      |
| Il vento | 1969.03               | Mogol            | Lucio Battisti                   | Lucio Battisti, Natale Massara       | Mogol, Lucio Battisti      |
| Acqua azzurra, acqua chiara | 1969.03               | Mogol            | Lucio Battisti                   | Detto Mariano                        | Mogol, Lucio Battisti      |
| Dieci ragazze | 1969.03               | Mogol            | Lucio Battisti                   | Detto Mariano                        | Mogol, Lucio Battisti      |
| Mi ritorni in mente | 1969.10               | Mogol            | Lucio Battisti                   | Detto Mariano                        | Mogol, Lucio Battisti      |
| 7 e 40 | 1969.10               | Mogol            | Lucio Battisti                   | Detto Mariano                        | Mogol, Lucio Battisti      |
| Fiori rosa fiori di pesco | 1970.06               | Mogol            | Lucio Battisti                   | Detto Mariano                        | Lucio Battisti             |
| Il tempo di morire | 1970.06               | Mogol            | Lucio Battisti                   | Lucio Battisti                       | Lucio Battisti             |
| Emozioni | 1970.10               | Mogol            | Lucio Battisti                   | Lucio Battisti, Gian Piero Reverberi | Lucio Battisti             |
| Anna | 1970.10               | Mogol            | Lucio Battisti                   | Lucio Battisti, Gian Piero Reverberi | Lucio Battisti             |
| Pensieri e parole | 1971.04               | Mogol            | Lucio Battisti                   | Lucio Battisti, Gian Piero Reverberi | Lucio Battisti             |
| Insieme a te sto bene | 1971.04               | Mogol            | Lucio Battisti                   | Lucio Battisti, Gian Piero Reverberi | Lucio Battisti             |
| Dio mio no | 1971.07               | Mogol            | Lucio Battisti                   | Lucio Battisti                       | Lucio Battisti             |
| Seduto sotto un platano con una margherita in bocca guardando il fiume nero macchiato dalla schiuma bianca dei detersivi       | 1971.07               | –                | Lucio Battisti                   | Lucio Battisti                       | Lucio Battisti             |
| Una | 1971.07               | Mogol            | Lucio Battisti                   | Lucio Battisti                       | Lucio Battisti             |
| 7 agosto di pomeriggio. Fra le lamiere roventi di un cimitero di automobili solo io, silenzioso eppure straordinariamente vivo | 1971.07               | –                | Lucio Battisti                   | Lucio Battisti                       | Lucio Battisti             |
| Se la mia pelle vuoi | 1971.07               | Mogol            | Lucio Battisti                   | Lucio Battisti                       | Lucio Battisti             |
| Davanti ad un distributore automatico di fiori dell'aeroporto di Bruxelles, anch'io chiuso in una bolla di vetro               | 1971.07               | –                | Lucio Battisti                   | Lucio Battisti                       | Lucio Battisti             |
| Supermarket | 1971.07               | Mogol            | Lucio Battisti                   | Lucio Battisti                       | Lucio Battisti             |
| Una poltrona, un bicchiere di cognac, un televisore, 35 morti ai confini di Israele e Giordania                                | 1971.07               | –                | Lucio Battisti                   | Lucio Battisti                       | Lucio Battisti             |
| Le tre verità | 1971.10               | Mogol            | Lucio Battisti                   | Lucio Battisti                       | Lucio Battisti             |
| La canzone del sole | 1971.11               | Mogol            | Lucio Battisti                   | Lucio Battisti, Gian Piero Reverberi | Lucio Battisti             |
| Anche per te | 1971.11               | Mogol            | Lucio Battisti                   | Lucio Battisti, Gian Piero Reverberi | Lucio Battisti             |
| Elena no | 1972.03               | Mogol            | Lucio Battisti                   | Lucio Battisti                       | Lucio Battisti             |
| I giardini di marzo | 1972.04               | Mogol            | Lucio Battisti                   | Lucio Battisti, Gian Piero Reverberi | Lucio Battisti             |
| Innocenti evasioni | 1972.04               | Mogol            | Lucio Battisti                   | Lucio Battisti, Gian Piero Reverberi | Lucio Battisti             |
| E penso a te | 1972.04               | Mogol            | Lucio Battisti                   | Lucio Battisti, Gian Piero Reverberi | Lucio Battisti             |
| Umanamente uomo: il sogno | 1972.04               | –                | Lucio Battisti                   | Lucio Battisti, Gian Piero Reverberi | Lucio Battisti             |
| Comunque bella | 1972.04               | Mogol            | Lucio Battisti                   | Lucio Battisti, Gian Piero Reverberi | Lucio Battisti             |
| Il leone e la gallina | 1972.04               | Mogol            | Lucio Battisti                   | Lucio Battisti, Gian Piero Reverberi | Lucio Battisti             |
| Sognando e risognando | 1972.04               | Mogol            | Lucio Battisti                   | Lucio Battisti, Gian Piero Reverberi | Lucio Battisti             |
| Il fuoco | 1972.04               | –                | Lucio Battisti                   | Lucio Battisti, Gian Piero Reverberi | Lucio Battisti             |
| La luce dell'est | 1972.11               | Mogol            | Lucio Battisti                   | Lucio Battisti, Gian Piero Reverberi | Lucio Battisti             |
| Luci-ah | 1972.11               | Mogol            | Lucio Battisti                   | Lucio Battisti, Gian Piero Reverberi | Lucio Battisti             |
| L'aquila | 1972.11               | Mogol            | Lucio Battisti                   | Lucio Battisti, Gian Piero Reverberi | Lucio Battisti             |
| Vento nel vento | 1972.11               | Mogol            | Lucio Battisti                   | Lucio Battisti, Gian Piero Reverberi | Lucio Battisti             |
| Confusione | 1972.11               | Mogol            | Lucio Battisti                   | Lucio Battisti, Gian Piero Reverberi | Lucio Battisti             |
| Io vorrei... non vorrei... ma se vuoi                                                                                          | 1972.11               | Mogol            | Lucio Battisti                   | Lucio Battisti, Gian Piero Reverberi | Lucio Battisti             |
| Gente per bene e gente per male                                                                                                | 1972.11               | Mogol            | Lucio Battisti                   | Lucio Battisti, Gian Piero Reverberi | Lucio Battisti             |
| Il mio canto libero | 1972.11               | Mogol            | Lucio Battisti                   | Lucio Battisti, Gian Piero Reverberi | Lucio Battisti             |
| La collina dei ciliegi | 1973.09               | Mogol            | Lucio Battisti                   | Lucio Battisti, Gian Piero Reverberi | Lucio Battisti             |
| Ma è un canto brasileiro | 1973.09               | Mogol            | Lucio Battisti                   | Lucio Battisti, Gian Piero Reverberi | Lucio Battisti             |
| La canzone della terra | 1973.09               | Mogol            | Lucio Battisti                   | Lucio Battisti, Gian Piero Reverberi | Lucio Battisti             |
| Il nostro caro angelo | 1973.09               | Mogol            | Lucio Battisti                   | Lucio Battisti, Gian Piero Reverberi | Lucio Battisti             |
| Le allettanti promesse | 1973.09               | Mogol            | Lucio Battisti                   | Lucio Battisti, Gian Piero Reverberi | Lucio Battisti             |
| Io gli ho detto no | 1973.09               | Mogol            | Lucio Battisti                   | Lucio Battisti, Gian Piero Reverberi | Lucio Battisti             |
| Prendi fra le mani la testa | 1973.09               | Mogol            | Lucio Battisti, Renato Angiolini | Lucio Battisti, Gian Piero Reverberi | Lucio Battisti             |
| Questo inferno rosa | 1973.09               | Mogol            | Lucio Battisti                   | Lucio Battisti, Gian Piero Reverberi | Lucio Battisti             |
| Abbracciala abbracciali abbracciati                                                                                            | 1974.12               | Mogol            | Lucio Battisti                   | Lucio Battisti                       | Lucio Battisti             |
| Due mondi | 1974.12               | Mogol            | Lucio Battisti                   | Lucio Battisti                       | Lucio Battisti             |
| Anonimo | 1974.12               | Mogol            | Lucio Battisti                   | Lucio Battisti                       | Lucio Battisti             |
| Gli uomini celesti | 1974.12               | Mogol            | Lucio Battisti                   | Lucio Battisti                       | Lucio Battisti             |
| Gli uomini celesti (ripresa)                                                                                                   | 1974.12               | –                | Lucio Battisti                   | Lucio Battisti                       | Lucio Battisti             |
| Due mondi (ripresa) | 1974.12               | Mogol            | Lucio Battisti                   | Lucio Battisti                       | Lucio Battisti             |
| Anima latina | 1974.12               | Mogol            | Lucio Battisti                   | Lucio Battisti                       | Lucio Battisti             |
| Il salame | 1974.12               | Mogol            | Lucio Battisti                   | Lucio Battisti                       | Lucio Battisti             |
| La nuova America | 1974.12               | Mogol            | Lucio Battisti                   | Lucio Battisti                       | Lucio Battisti             |
| Macchina del tempo | 1974.12               | Mogol            | Lucio Battisti                   | Lucio Battisti                       | Lucio Battisti             |
| Separazione naturale | 1974.12               | Mogol            | Lucio Battisti                   | Lucio Battisti                       | Lucio Battisti             |
| Ancora tu | 1976.02               | Mogol            | Lucio Battisti                   | Lucio Battisti                       | Mogol, Lucio Battisti      |
| Un uomo che ti ama | 1976.02               | Mogol            | Lucio Battisti                   | Lucio Battisti                       | Mogol, Lucio Battisti      |
| La compagnia | 1976.02               | Mogol            | Carlo Donida Labati              | Lucio Battisti                       | Mogol, Lucio Battisti      |
| Io ti venderei | 1976.02               | Mogol            | Lucio Battisti                   | Lucio Battisti                       | Mogol, Lucio Battisti      |
| Dove arriva quel cespuglio | 1976.02               | Mogol            | Lucio Battisti                   | Lucio Battisti                       | Mogol, Lucio Battisti      |
| Respirando | 1976.02               | Mogol            | Lucio Battisti                   | Lucio Battisti                       | Mogol, Lucio Battisti      |
| No dottore | 1976.02               | Mogol            | Lucio Battisti                   | Lucio Battisti                       | Mogol, Lucio Battisti      |
| Il veliero | 1976.02               | Mogol            | Lucio Battisti                   | Lucio Battisti                       | Mogol, Lucio Battisti      |
| Ancora tu (coda) | 1976.02               | Mogol            | Lucio Battisti                   | Lucio Battisti                       | Mogol, Lucio Battisti      |
| Amarsi un po' | 1977.03               | Mogol            | Lucio Battisti                   | Lucio Battisti, Mike Melvoin         | Lucio Battisti, Bones Howe |
| L'interprete di un film | 1977.03               | Mogol            | Lucio Battisti                   | Lucio Battisti, Mike Melvoin         | Lucio Battisti, Bones Howe |
| Soli | 1977.03               | Mogol            | Lucio Battisti                   | Lucio Battisti, Mike Melvoin         | Lucio Battisti, Bones Howe |
| Ami ancora Elisa | 1977.03               | Mogol            | Lucio Battisti                   | Lucio Battisti, Mike Melvoin         | Lucio Battisti, Bones Howe |
| Sì, viaggiare | 1977.03               | Mogol            | Lucio Battisti                   | Lucio Battisti, Mike Melvoin         | Lucio Battisti, Bones Howe |
| Questione di cellule | 1977.03               | Mogol            | Lucio Battisti                   | Lucio Battisti, Mike Melvoin         | Lucio Battisti, Bones Howe |
| Ho un anno di più | 1977.03               | Mogol            | Lucio Battisti                   | Lucio Battisti, Mike Melvoin         | Lucio Battisti, Bones Howe |
| Neanche un minuto di "non amore"                                                                                               | 1977.03               | Mogol            | Lucio Battisti                   | Lucio Battisti, Mike Melvoin         | Lucio Battisti, Bones Howe |
| Prendila così | 1978.10               | Mogol            | Lucio Battisti                   | Geoff Westley                        | Geoff Westley              |
| Donna selvaggia donna | 1978.10               | Mogol            | Lucio Battisti                   | Geoff Westley                        | Geoff Westley              |
| Aver paura d'innamorarsi troppo                                                                                                | 1978.10               | Mogol            | Lucio Battisti                   | Geoff Westley                        | Geoff Westley              |
| Perché no | 1978.10               | Mogol            | Lucio Battisti                   | Geoff Westley                        | Geoff Westley              |
| Nessun dolore | 1978.10               | Mogol            | Lucio Battisti                   | Geoff Westley                        | Geoff Westley              |
| Una donna per amico | 1978.10               | Mogol            | Lucio Battisti                   | Geoff Westley                        | Geoff Westley              |
| Maledetto gatto | 1978.10               | Mogol            | Lucio Battisti                   | Geoff Westley                        | Geoff Westley              |
| Al cinema | 1978.10               | Mogol            | Lucio Battisti                   | Geoff Westley                        | Geoff Westley              |
| Il monolocale | 1980.02               | Mogol            | Lucio Battisti                   | Geoff Westley                        | Geoff Westley              |
| Arrivederci a questa sera | 1980.02               | Mogol            | Lucio Battisti                   | Geoff Westley                        | Geoff Westley              |
| Gelosa cara | 1980.02               | Mogol            | Lucio Battisti                   | Geoff Westley                        | Geoff Westley              |
| Orgoglio e dignità | 1980.02               | Mogol            | Lucio Battisti                   | Geoff Westley                        | Geoff Westley              |
| Una vita viva | 1980.02               | Mogol            | Lucio Battisti                   | Geoff Westley                        | Geoff Westley              |
| Amore mio di provincia | 1980.02               | Mogol            | Lucio Battisti                   | Geoff Westley                        | Geoff Westley              |
| Questo amore | 1980.02               | Mogol            | Lucio Battisti                   | Geoff Westley                        | Geoff Westley              |
| Perché non sei una mela | 1980.02               | Mogol            | Lucio Battisti                   | Geoff Westley                        | Geoff Westley              |
| Una giornata uggiosa | 1980.02               | Mogol            | Lucio Battisti                   | Geoff Westley                        | Geoff Westley              |
| Con il nastro rosa | 1980.02               | Mogol            | Lucio Battisti                   | Geoff Westley                        | Geoff Westley              |
| Scrivi il tuo nome | 1982.09               | Velezia          | Lucio Battisti                   | Greg Walsh                           | Greg Walsh                 |
| Mistero | 1982.09               | Velezia          | Lucio Battisti                   | Greg Walsh                           | Greg Walsh                 |
| Windsurf windsurf | 1982.09               | Velezia          | Lucio Battisti                   | Greg Walsh                           | Greg Walsh                 |
| Rilassati ed ascolta | 1982.09               | Velezia          | Lucio Battisti                   | Greg Walsh                           | Greg Walsh                 |
| Non sei più solo | 1982.09               | Velezia          | Lucio Battisti                   | Greg Walsh                           | Greg Walsh                 |
| Straniero | 1982.09               | Velezia          | Lucio Battisti                   | Greg Walsh                           | Greg Walsh                 |
| Registrazione | 1982.09               | Velezia          | Lucio Battisti                   | Greg Walsh                           | Greg Walsh                 |
| La tua felicità | 1982.09               | Velezia          | Lucio Battisti                   | Greg Walsh                           | Greg Walsh                 |
| Hi-Fi | 1982.09               | Velezia          | Lucio Battisti                   | Greg Walsh                           | Greg Walsh                 |
| Slow motion | 1982.09               | Velezia          | Lucio Battisti                   | Greg Walsh                           | Greg Walsh                 |
| Una montagna | 1982.09               | Velezia          | Lucio Battisti                   | Greg Walsh                           | Greg Walsh                 |
| E già | 1982.09               | Velezia          | Lucio Battisti                   | Greg Walsh                           | Greg Walsh                 |
| Le cose che pensano | 1986.03               | Pasquale Panella | Lucio Battisti                   | Robin Smith                          | Greg Walsh                 |
| Fatti un pianto | 1986.03               | Pasquale Panella | Lucio Battisti                   | Robin Smith                          | Greg Walsh                 |
| Il doppio del gioco | 1986.03               | Pasquale Panella | Lucio Battisti                   | Robin Smith                          | Greg Walsh                 |
| Madre pennuta | 1986.03               | Pasquale Panella | Lucio Battisti                   | Robin Smith                          | Greg Walsh                 |
| Equivoci amici | 1986.03               | Pasquale Panella | Lucio Battisti                   | Robin Smith                          | Greg Walsh                 |
| Don Giovanni | 1986.03               | Pasquale Panella | Lucio Battisti                   | Robin Smith                          | Greg Walsh                 |
| Che vita ha fatto | 1986.03               | Pasquale Panella | Lucio Battisti                   | Robin Smith                          | Greg Walsh                 |
| Il diluvio | 1986.03               | Pasquale Panella | Lucio Battisti                   | Robin Smith                          | Greg Walsh                 |
| A portata di mano | 1988.10               | Pasquale Panella | Lucio Battisti                   | Robin Smith                          | Robin Smith                |
| Specchi opposti | 1988.10               | Pasquale Panella | Lucio Battisti                   | Robin Smith                          | Robin Smith                |
| Allontanando | 1988.10               | Pasquale Panella | Lucio Battisti                   | Robin Smith                          | Robin Smith                |
| L'apparenza | 1988.10               | Pasquale Panella | Lucio Battisti                   | Robin Smith                          | Robin Smith                |
| Per altri motivi | 1988.10               | Pasquale Panella | Lucio Battisti                   | Robin Smith                          | Robin Smith                |
| Per nome | 1988.10               | Pasquale Panella | Lucio Battisti                   | Robin Smith                          | Robin Smith                |
| Dalle prime battute | 1988.10               | Pasquale Panella | Lucio Battisti                   | Robin Smith                          | Robin Smith                |
| Lo scenario | 1988.10               | Pasquale Panella | Lucio Battisti                   | Robin Smith                          | Robin Smith                |
| Tu non ti pungi più | 1990.10               | Pasquale Panella | Lucio Battisti                   | Greg Walsh                           | Greg Walsh                 |
| Potrebbe essere sera | 1990.10               | Pasquale Panella | Lucio Battisti                   | Greg Walsh                           | Greg Walsh                 |
| Timida molto audace | 1990.10               | Pasquale Panella | Lucio Battisti                   | Greg Walsh                           | Greg Walsh                 |
| La sposa occidentale | 1990.10               | Pasquale Panella | Lucio Battisti                   | Greg Walsh                           | Greg Walsh                 |
| Mi riposa | 1990.10               | Pasquale Panella | Lucio Battisti                   | Greg Walsh                           | Greg Walsh                 |
| I ritorni | 1990.10               | Pasquale Panella | Lucio Battisti                   | Greg Walsh                           | Greg Walsh                 |
| Alcune noncuranze | 1990.10               | Pasquale Panella | Lucio Battisti                   | Greg Walsh                           | Greg Walsh                 |
| Campati in aria | 1990.10               | Pasquale Panella | Lucio Battisti                   | Greg Walsh                           | Greg Walsh                 |
| Cosa succederà alla ragazza | 1992.10               | Pasquale Panella | Lucio Battisti                   | Andy Duncan                          | Andy Duncan                |
| Tutte le pompe | 1992.10               | Pasquale Panella | Lucio Battisti                   | Andy Duncan                          | Andy Duncan                |
| Ecco i negozi | 1992.10               | Pasquale Panella | Lucio Battisti                   | Andy Duncan                          | Andy Duncan                |
| La metro eccetera | 1992.10               | Pasquale Panella | Lucio Battisti                   | Andy Duncan                          | Andy Duncan                |
| I sacchi della posta | 1992.10               | Pasquale Panella | Lucio Battisti                   | Andy Duncan                          | Andy Duncan                |
| Però il rinoceronte | 1992.10               | Pasquale Panella | Lucio Battisti                   | Andy Duncan                          | Andy Duncan                |
| Così gli dei sarebbero | 1992.10               | Pasquale Panella | Lucio Battisti                   | Andy Duncan                          | Andy Duncan                |
| Cosa farà di nuovo | 1992.10               | Pasquale Panella | Lucio Battisti                   | Andy Duncan                          | Andy Duncan                |
| Almeno l'inizio | 1994.09               | Pasquale Panella | Lucio Battisti                   | Andy Duncan                          | Andy Duncan                |
| Hegel | 1994.09               | Pasquale Panella | Lucio Battisti                   | Andy Duncan                          | Andy Duncan                |
| Tubinga | 1994.09               | Pasquale Panella | Lucio Battisti                   | Andy Duncan                          | Andy Duncan                |
| La bellezza riunita | 1994.09               | Pasquale Panella | Lucio Battisti                   | Andy Duncan                          | Andy Duncan                |
| La moda nel respiro | 1994.09               | Pasquale Panella | Lucio Battisti                   | Andy Duncan                          | Andy Duncan                |
| Stanze come questa | 1994.09               | Pasquale Panella | Lucio Battisti                   | Andy Duncan                          | Andy Duncan                |
| Estetica | 1994.09               | Pasquale Panella | Lucio Battisti                   | Andy Duncan                          | Andy Duncan                |
| La voce del viso | 1994.09               | Pasquale Panella | Lucio Battisti                   | Andy Duncan                          | Andy Duncan                |

### Brani tradotti in altre lingue

#### Francese
| Titolo                   | Originale           | Adattamento  |
| ------------------------ | ------------------- | ------------ |
| Les jardins de septembre | I giardini di marzo | Eddie Marnay |
| Toujours plus belle      | Comunque bella      | Eddie Marnay |
| Ma chanson de liberté    | Il mio canto libero | Eddie Marnay |

#### Inglese
| Titolo                      | Originale                        | Adattamento  |
| --------------------------- | -------------------------------- | ------------ |
| To Feel in Love             | Amarsi un po'                    | Peter Powell |
| A Song to Feel Alive        | Il mio canto libero              | Peter Powell |
| The Only Thing I've Lost    | Ho un anno di più                | Peter Powell |
| Keep on Cruising            | Sì, viaggiare                    | Peter Powell |
| The Sun Song                | La canzone del sole              | Peter Powell |
| There's Never Been a Moment | Neanche un minuto di "non amore" | Peter Powell |
| Only                        | Soli                             | Peter Powell |
| Baby It's You               | Ancora tu                        | Frank Musker |
| Lady                        | Donna selvaggia donna            | Frank Musker |

#### Spagnolo
| Titolo                              | Originale                        | Adattamento        |
| ----------------------------------- | -------------------------------- | ------------------ |
| Mi libre canción                    | Il mio canto libero              | Carlos Ramòn-Amàrt |
| La colina de las cerezas            | La collina dei ciliegi           | Carlos Ramòn-Amàrt |
| De nuevo tú                         | Ancora tu                        | Carlos Ramòn-Amàrt |
| Un hombre que te ama                | Un uomo che ti ama               | Carlos Ramòn-Amàrt |
| La compañía                         | La compagnia                     | Carlos Ramòn-Amàrt |
| Yo te vendería                      | Io ti venderei                   | Carlos Ramòn-Amàrt |
| Donde llega aquella zarza           | Dove arriva quel cespuglio       | Carlos Ramòn-Amàrt |
| Respirando                          | Respirando                       | Carlos Ramòn-Amàrt |
| No doctor                           | No dottore                       | Carlos Ramòn-Amàrt |
| El velero                           | Il veliero                       | Carlos Ramòn-Amàrt |
| De nuevo tú (coda)                  | Ancora tu (coda)                 | Carlos Ramòn-Amàrt |
| Sentir amor                         | Amarsi un po'                    | Carlos Ramòn-Amàrt |
| Intérprete de un film               | L'interprete di un film          | Carlos Ramòn-Amàrt |
| Tengo un año más                    | Ho un anno di più                | Carlos Ramòn-Amàrt |
| Todavía Elisa                       | Ami ancora Elisa                 | Carlos Ramòn-Amàrt |
| Sí, viajando                        | Sì, viaggiare                    | Carlos Ramòn-Amàrt |
| La canción del sol                  | La canzone del sole              | Carlos Ramòn-Amàrt |
| Ni un solo minuto de "no querernos" | Neanche un minuto di "non amore" | Carlos Ramòn-Amàrt |
| Solos                               | Soli                             | Carlos Ramòn-Amàrt |
| Una muchacha por amigo              | Una donna per amico              | Carlos Ramòn-Amàrt |
| Ningún dolor                        | Nessun dolore                    | Carlos Ramòn-Amàrt |
| Una triste jornada                  | Una giornata uggiosa             | Carlos Ramòn-Amàrt |
| La cinta rosa                       | Con il nastro rosa               | Carlos Ramòn-Amàrt |

#### Tedesco
| Titolo                                                    | Originale                             | Adattamento    |
| --------------------------------------------------------- | ------------------------------------- | -------------- |
| Luci-ah                                                   | Luci-ah                               | Udo Lindenberg |
| Du bist trotzdem schön                                    | Comunque bella                        | Udo Lindenberg |
| Gärten im März                                            | I giardini di marzo                   | Udo Lindenberg |
| Die heimliche freundin                                    | Innocenti evasioni                    | Udo Lindenberg |
| Ich würd gern – ich weiß noch nicht – doch wenn du willst | Io vorrei... non vorrei... ma se vuoi | Udo Lindenberg |
| Der adler                                                 | L'aquila                              | Udo Lindenberg |
| Unser freies lied                                         | Il mio canto libero                   | Udo Lindenberg |

## Brani scritti per altri interpreti
Interpretata anche da Battisti
     Provino di Battisti pubblicato postumo
| Titolo                                                      | Anno | Interprete          | Pubblicazione                                                                             | Autore/i del testo             | Autore/i della musica               | Arrangiatore/i                       | Produttore/i                     |
| ----------------------------------------------------------- | ---- | ------------------- | ----------------------------------------------------------------------------------------- | ------------------------------ | ----------------------------------- | ------------------------------------ | -------------------------------- |
| Se rimani con me                                            | 1965 | Dik Dik             | Canzoni sulla spiaggia; 1-2-3/Se rimani con me (1966)                                     | Lucio Battisti                 | Paolo Ordanini, Lucio Battisti      | Lucio Battisti                       |                                  |
| Dolce di giorno                                             | 1966 | Dik Dik             | Sognando la California/Dolce di giorno; I Dik Dik (1967)                                  | Mogol                          | Lucio Battisti, Renato Angiolini    | Lucio Battisti                       | Mogol                            |
| Per una lira                                                | 1966 | I Ribelli           | Per una lira/Ehi… voi!                                                                    | Mogol                          | Lucio Battisti, Renato Angiolini    | Detto Mariano                        | Detto Mariano                    |
| Che importa a me                                            | 1966 | Milena Cantù        | Bang Bang/Che importa a me                                                                | Mogol                          | Lucio Battisti, Renato Angiolini    | Detto Mariano                        | Detto Mariano                    |
| Le ombre della sera                                         | 1966 | I Profeti           | Bambina sola/Le ombre della sera; Bambina sola (1967)                                     | Lucio Battisti                 | Lucio Battisti, Renato Angiolini    | Michele Del Vecchio                  | Michele Del Vecchio              |
| Uno in più                                                  | 1966 | Riki Maiocchi       | Uno in più/Non buttarmi giù                                                               | Mogol                          | Lucio Battisti, Renato Angiolini    | Franco Monaldi                       |                                  |
| Non prego per me                                            | 1967 | Mino Reitano        | Non prego per me/Io farò la mia parte                                                     | Mogol                          | Lucio Battisti, Renato Angiolini    | Detto Mariano                        | Detto Mariano                    |
| Non prego per me                                            | 1967 | The Hollies         | Non prego per me/Devi avere fiducia in me                                                 | Mogol                          | Lucio Battisti, Renato Angiolini    | The Hollies                          | Ron Richards                     |
| 29 settembre                                                | 1967 | Equipe 84           | 29 settembre/È dall'amore che nasce l'uomo; Stereoequipe (1968)                           | Mogol                          | Lucio Battisti, Renato Angiolini    | Maurizio Vandelli                    | Maurizio Vandelli                |
| Asciuga le tue lacrime                                      | 1967 | I Profeti           | Bambina sola                                                                              | Lucio Battisti                 | Lucio Battisti, Renato Angiolini    | Michele Del Vecchio                  | Michele Del Vecchio              |
| Prendi fra le mani la testa                                 | 1967 | Riki Maiocchi       | Prendi fra le mani la testa/Prega                                                         | Mogol                          | Lucio Battisti, Renato Angiolini    | Franco Monaldi                       |                                  |
| Quando gli occhi sono buoni                                 | 1967 | Giuliana Valci      | Quando gli occhi sono buoni/Un inutile discorso                                           | Mogol                          | Lucio Battisti, Renato Angiolini    | Franco Monaldi                       |                                  |
| Nel cuore, nell'anima                                       | 1967 | Equipe 84           | Nel cuore, nell'anima/Ladro; Stereoequipe (1968)                                          | Mogol                          | Lucio Battisti                      | Detto Mariano, Maurizio Vandelli     | Detto Mariano, Maurizio Vandelli |
| Ladro                                                       | 1967 | Equipe 84           | Nel cuore, nell'anima/Ladro; Stereoequipe (1968)                                          | Mogol                          | Lucio Battisti                      | Detto Mariano, Maurizio Vandelli     | Detto Mariano, Maurizio Vandelli |
| Guardo te e vedo mio figlio                                 | 1967 | Dik Dik             | I Dik Dik; Senza luce/Guardo te e vedo mio figlio                                         | Mogol                          | Lucio Battisti                      | Lucio Battisti                       | Mogol                            |
| Non è Francesca                                             | 1967 | I Balordi           | Non è Francesca/Guardando te                                                              | Mogol                          | Lucio Battisti                      | Lucio Battisti                       |                                  |
| La farfalla impazzita                                       | 1968 | Johnny Dorelli      | La farfalla impazzita/Strano                                                              | Mogol                          | Lucio Battisti                      | Angel Pocho Gatti                    |                                  |
| La farfalla impazzita                                       | 1968 | Paul Anka           | La farfalla impazzita/Sono splendidi gli occhi tuoi                                       | Mogol                          | Lucio Battisti                      | Franco Pisano, Nora Orlandi          | Lilli Greco                      |
| Quando ti lascia l'amore                                    | 1968 | Gene Pitney         | Uomo non sai/Quando ti lascia l'amore                                                     | Lucio Battisti                 | Lucio Battisti, Renato Angiolini    | Lucio Battisti                       |                                  |
| Il paradiso della vita                                      | 1968 | La Ragazza 77       | Il paradiso della vita/Un giorno mille anni                                               | Mogol                          | Lucio Battisti                      | Lucio Battisti, Guido Pistocchi      | Mogol, Lucio Battisti            |
| Il vento                                                    | 1968 | Dik Dik             | Il vento/L'esquimese; Il primo giorno di primavera e altri successi (1969)                | Mogol                          | Lucio Battisti                      | Lucio Battisti                       | Mogol, Lucio Battisti            |
| Io vivrò (senza te)                                         | 1968 | The Rokes           | The Rokes; Lascia l'ultimo ballo per me/Io vivrò (senza te)                               | Mogol                          | Lucio Battisti                      | Ruggero Cini                         | Ruggero Cini                     |
| Nel sole, nel vento, nel sorriso e nel pianto               | 1968 | I Ribelli           | I Ribelli; Come sempre/Nel sole, nel vento, nel sorriso e nel pianto                      | Mogol                          | Lucio Battisti                      | Lucio Battisti, Natale Massara       | Ricky Gianco                     |
| Hey ragazzo                                                 | 1968 | Equipe 84           | Stereoequipe                                                                              | Mogol                          | Lucio Battisti                      | Maurizio Vandelli                    | Maurizio Vandelli, Pier Farri    |
| Le formiche                                                 | 1968 | Wilma Goich         | Tu cuore mio/Le formiche                                                                  | Mogol                          | Lucio Battisti                      | Natale Massara                       |                                  |
| Un'avventura                                                | 1969 | Wilson Pickett      | Un'avventura/Amo te                                                                       | Mogol                          | Lucio Battisti                      | Arif Mardin, Vince Tempera           | Ezio Leoni                       |
| Il paradiso                                                 | 1969 | Patty Pravo         | Concerto per Patty; Il paradiso/Scende la notte sale la luna                              | Mogol                          | Lucio Battisti                      | Piero Pintucci                       |                                  |
| La vecchia casa                                             | 1969 | Oscar Prudente      | La vecchia casa/Cioccolata                                                                | Lucio Battisti, Oscar Prudente | Oscar Prudente                      | Gian Piero Reverberi                 |                                  |
| Questo folle sentimento                                     | 1969 | Formula 3           | Questo folle sentimento/Avevo una bambola; Dies Irae (1970)                               | Mogol                          | Lucio Battisti                      | Formula 3                            | Lucio Battisti                   |
| Mamma mia                                                   | 1969 | I Camaleonti        | Vita d'uomo; Mamma mia/In poche parole ti amo                                             | Mogol                          | Lucio Battisti                      | Detto Mariano                        | Detto Mariano                    |
| Nel cuore, nell'anima                                       | 1969 | Dik Dik             | Il primo giorno di primavera e altri successi                                             | Mogol                          | Lucio Battisti                      | Lucio Battisti                       | Mogol, Lucio Battisti            |
| Nuvola bianca                                               | 1969 | Dik Dik             | Il primo giorno di primavera e altri successi; Il primo giorno di primavera/Nuvola bianca | Giancarlo Sbriziolo            | Lucio Battisti, Mario Totaro        | Lucio Battisti                       | Mogol, Lucio Battisti            |
| La spada nel cuore                                          | 1970 | Little Tony         | La spada nel cuore/Lei                                                                    | Mogol                          | Carlo Donida Labati, Lucio Battisti | Willy Brezza                         |                                  |
| La spada nel cuore                                          | 1970 | Patty Pravo         | La spada nel cuore/Roma è una prigione                                                    | Mogol                          | Carlo Donida Labati, Lucio Battisti | Ruggero Cini                         | Giacomo Tosti                    |
| Non è Francesca                                             | 1970 | Formula 3           | Dies Irae                                                                                 | Mogol                          | Lucio Battisti                      | Formula 3                            | Lucio Battisti                   |
| Sole giallo, sole nero                                      | 1970 | Formula 3           | Dies Irae; Sole giallo, sole nero/Se non è amore cos'è                                    | Mogol                          | Lucio Battisti                      | Formula 3                            | Lucio Battisti                   |
| Insieme                                                     | 1970 | Mina                | Insieme/Viva lei                                                                          | Mogol                          | Lucio Battisti                      | Detto Mariano                        | Detto Mariano                    |
| Per te                                                      | 1970 | Patty Pravo         | Patty Pravo; Per te/Il mio fiore nero                                                     | Mogol                          | Lucio Battisti                      | Paolo Ormi, Nora Orlandi             | Giacomo Tosti, Lilli Greco       |
| Un fiore nella notte                                        | 1970 | Annamaria Rame      | Un brivido/Un fiore nella notte                                                           | Mogol                          | Lucio Battisti                      | Andrea Sacchi                        |                                  |
| Io ritorno solo                                             | 1970 | Formula 3           | Io ritorno solo/Nanananò                                                                  | Mogol                          | Lucio Battisti                      | Formula 3                            | Lucio Battisti                   |
| Uomini                                                      | 1970 | Sara                | Uomini/Perché dovrei                                                                      | Mogol                          | Lucio Battisti                      | Lucio Battisti                       | Lucio Battisti                   |
| Perché dovrei                                               | 1970 | Sara                | Uomini/Perché dovrei                                                                      | Mogol                          | Lucio Battisti                      | Lucio Battisti                       | Lucio Battisti                   |
| Io e te da soli                                             | 1970 | Mina                | Io e te da soli/Credi                                                                     | Mogol                          | Lucio Battisti                      | Lucio Battisti, Gian Piero Reverberi |                                  |
| Mary oh Mary                                                | 1970 | Bruno Lauzi         | Bruno Lauzi; Mary oh Mary/...e penso a te                                                 | Mogol                          | Lucio Battisti                      | Lucio Battisti, Gian Piero Reverberi | Claudio Fabi                     |
| ...e penso a te                                             | 1970 | Bruno Lauzi         | Bruno Lauzi; Mary oh Mary/...e penso a te                                                 | Mogol                          | Lucio Battisti                      | Lucio Battisti, Gian Piero Reverberi | Claudio Fabi                     |
| La folle corsa (parte I)                                    | 1971 | Formula 3           | La folle corsa (parte I)/La folle corsa (parte II)                                        | Mogol                          | Carlo Donida Labati, Lucio Battisti | Formula 3                            | Lucio Battisti                   |
| La folle corsa (parte II)                                   | 1971 | Formula 3           | La folle corsa (parte I)/La folle corsa (parte II)                                        | Mogol                          | Carlo Donida Labati, Lucio Battisti | Formula 3                            | Lucio Battisti                   |
| La folle corsa                                              | 1971 | Little Tony         | La folle corsa/Credevo nell’amore di una donna                                            | Mogol                          | Carlo Donida Labati, Lucio Battisti | Enrico Ciacci, Gianni Mazza          |                                  |
| Amor mio                                                    | 1971 | Mina                | Amor mio/Capirò                                                                           | Mogol                          | Lucio Battisti                      | Gian Piero Reverberi                 |                                  |
| Un papavero                                                 | 1971 | Flora Fauna Cemento | Un papavero/In America                                                                    | Mogol                          | Lucio Battisti                      | Mario Lavezzi                        | Mario Lavezzi                    |
| Vendo casa                                                  | 1971 | Dik Dik             | Vendo casa/Paura                                                                          | Mogol                          | Lucio Battisti                      | Lucio Battisti, Maurizio Vandelli    | Maurizio Vandelli                |
| Nessuno nessuno                                             | 1971 | Formula 3           | Formula 3; Nessuno nessuno/Eppur mi son scordato di te                                    | Mogol                          | Lucio Battisti                      | Formula 3                            | Lucio Battisti                   |
| Tu sei bianca, sei rosa, mi perderò                         | 1971 | Formula 3           | Formula 3                                                                                 | Mogol                          | Lucio Battisti                      | Formula 3                            | Lucio Battisti                   |
| Vendo casa                                                  | 1971 | Formula 3           | Formula 3                                                                                 | Mogol                          | Lucio Battisti                      | Formula 3                            | Lucio Battisti                   |
| Eppur mi son scordato di te                                 | 1971 | Formula 3           | Formula 3; Nessuno nessuno/Eppur mi son scordato di te                                    | Mogol                          | Lucio Battisti                      | Formula 3                            | Lucio Battisti                   |
| Un papavero                                                 | 1971 | Formula 3           | Formula 3                                                                                 | Mogol                          | Lucio Battisti                      | Formula 3                            | Lucio Battisti                   |
| Il vento                                                    | 1971 | Formula 3           | Formula 3                                                                                 | Mogol                          | Lucio Battisti                      | Formula 3                            | Lucio Battisti                   |
| Mi chiamo Antonio tal dei tali e lavoro ai mercati generali | 1971 | Formula 3           | Formula 3                                                                                 | Mogol                          | Lucio Battisti                      | Formula 3                            | Lucio Battisti                   |
| Un uomo molte cose non le sa                                | 1971 | Nicola Di Bari      | Un uomo molte cose non le sa/Sogno di primavera                                           | Alberto Salerno                | Elio Isola, Lucio Battisti          | Gian Piero Reverberi                 |                                  |
| La mente torna                                              | 1971 | Mina                | Uomo/La mente torna                                                                       | Mogol                          | Lucio Battisti                      | Gian Piero Reverberi                 |                                  |
| Amore caro, amore bello                                     | 1971 | Bruno Lauzi         | Amore caro amore bello; Amore caro amore bello/La casa nel parco                          | Mogol                          | Lucio Battisti                      | Claudio Fabi, Lucio Battisti         | Claudio Fabi                     |
| L'aquila                                                    | 1971 | Bruno Lauzi         | Amore caro amore bello; L'aquila/Devo assolutamente sapere                                | Mogol                          | Lucio Battisti                      | Claudio Fabi, Lucio Battisti         | Claudio Fabi                     |
| Il mio bambino                                              | 1972 | Iva Zanicchi        | Fantasia; Ma che amore/Il mio bambino                                                     | Mogol                          | Lucio Battisti                      | Ezio Leoni, Lucio Battisti           | Ezio Leoni                       |
| Io mamma                                                    | 1972 | Sara                | Io mamma/Ti perdono                                                                       | Mogol                          | Lucio Battisti                      | Lucio Battisti                       | Lucio Battisti                   |
| Mondo blu                                                   | 1972 | Flora Fauna Cemento | Mondo blu/Fuori piove, riscaldami tu                                                      | Mogol                          | Lucio Battisti                      | Mario Lavezzi                        | Mario Lavezzi                    |
| È ancora giorno                                             | 1972 | Adriano Pappalardo  | Adriano Pappalardo; È ancora giorno/Senza anima                                           | Mogol                          | Lucio Battisti                      | Claudio Fabi, Lucio Battisti         | Claudio Fabi, Lucio Battisti     |
| Sognando e risognando                                       | 1972 | Formula 3           | Sognando e risognando; Sognando e risognando/Storia di un uomo e una donna                | Mogol                          | Lucio Battisti                      | Formula 3                            | Lucio Battisti                   |
| Storia di un uomo e una donna                               | 1972 | Formula 3           | Sognando e risognando; Sognando e risognando/Storia di un uomo e una donna                | Mogol                          | Lucio Battisti                      | Formula 3                            | Lucio Battisti                   |
| Aeternum                                                    | 1972 | Formula 3           | Sognando e risognando                                                                     | Lucio Battisti                 | Formula 3                           | Formula 3                            | Lucio Battisti                   |
| Prima e dopo la scatola                                     | 1972 | Alberto Radius      | Radius                                                                                    | Lucio Battisti                 | Alberto Radius                      | Alberto Radius                       | Lucio Battisti                   |
| Segui lui                                                   | 1972 | Adriano Pappalardo  | Segui lui/Problemi di coscienza                                                           | Mogol                          | Lucio Battisti                      | Claudio Fabi, Lucio Battisti         | Claudio Fabi                     |
| Our Dear Angel (Il nostro caro angelo)                      | 1973 | Marva Jan Marrow    | Our Dear Angel/Go Man                                                                     | Marva Jan Marrow, Mogol        | Lucio Battisti                      | Claudio Pascoli                      | Claudio Fabi                     |
| Un uomo che ti ama                                          | 1976 | Bruno Lauzi         | Un uomo che ti ama/In campagna                                                            | Mogol                          | Lucio Battisti                      | Lucio Battisti                       | Mogol, Lucio Battisti            |
| Io ti venderei                                              | 1976 | Patty Pravo         | Tanto; Tanto/Io ti venderei                                                               | Mogol                          | Lucio Battisti                      | Vangelis                             | Rodolfo Bianchi                  |

## Brani solo arrangiati o prodotti per altri interpreti
| Titolo                                    | Anno | Interprete            | Pubblicazione                                                                             | Autore/i del testo                             | Autore/i della musica                 | Arrangiatore/i                              | Produttore/i                                                      |
| ----------------------------------------- | ---- | --------------------- | ----------------------------------------------------------------------------------------- | ---------------------------------------------- | ------------------------------------- | ------------------------------------------- | ----------------------------------------------------------------- |
| Forget domani                             | 1965 | I Campioni            | Disco Tris                                                                                | Katyna Ranieri                                 | Riziero Ortolani                      | Paolo Ordanini, Roby Matano, Lucio Battisti | Piero Soffici                                                     |
| Vieni al mare                             | 1965 | I Campioni            | Disco Tris                                                                                | Vittorio Alberti                               | John D. Loudermilk                    | Paolo Ordanini, Roby Matano, Lucio Battisti | Piero Soffici                                                     |
| Sei la sola                               | 1965 | I Campioni            | Disco Tris                                                                                | Vito Pallavicini                               | Roy Orbison, Bill Dees                | Paolo Ordanini, Roby Matano, Lucio Battisti | Piero Soffici                                                     |
| Splendore nell'erba                       | 1966 | Ornella Vanoni        | Io ti darò di più/Splendore nell'erba                                                     | Mogol                                          | Jackie DeShannon                      | Lucio Battisti                              |                                                                   |
| Sognando la California                    | 1966 | Dik Dik               | Sognando la California/Dolce di giorno; I Dik Dik (1967)                                  | Mogol                                          | John Phillips                         | Lucio Battisti                              | Mogol                                                             |
| Tu non ridi più                           | 1966 | I Campioni            | Tu non ridi più/Non farla piangere                                                        | Alberto Testa                                  | Graham Gouldman                       | Paolo Ordanini, Roby Matano, Lucio Battisti | Carlo Alberto Rossi                                               |
| Non farla piangere                        | 1966 | I Campioni            | Tu non ridi più/Non farla piangere                                                        | Bruno Pallesi                                  | Barry Mann                            | Paolo Ordanini, Roby Matano, Lucio Battisti | Carlo Alberto Rossi                                               |
| Ciò che voglio                            | 1966 | Roby Matano           | Ciò che voglio/Se ti va                                                                   | Mogol                                          | Bob Dylan                             | Roby Matano, Lucio Battisti                 | Roby Matano, Lucio Battisti                                       |
| Se ti va                                  | 1966 | Roby Matano           | Ciò che voglio/Se ti va                                                                   | Daniele Pace                                   | Bobby Goldsboro                       | Roby Matano, Lucio Battisti                 | Roby Matano, Lucio Battisti                                       |
| Quando torno a casa                       | 1967 | I Campioni            | Quando torno a casa/Non c'è bisogno di parlare                                            | Paolo Ordanini                                 | Steve Winwood, Jackie Edwards         | Paolo Ordanini                              | Paolo Ordanini, Roby Matano, Lucio Battisti                       |
| Non c'è bisogno di parlare                | 1967 | I Campioni            | Quando torno a casa/Non c'è bisogno di parlare                                            | Paolo Ordanini                                 | Paolo Ordanini                        | Paolo Ordanini                              | Paolo Ordanini, Roby Matano, Lucio Battisti                       |
| La storia del nostro amore                | 1967 | Roby Matano           | La storia del nostro amore/The Price of Gold                                              | Cristiano Metz                                 | Gianni Sanjust                        | Ezio Leoni, Lucio Battisti                  | Ezio Leoni, Lucio Battisti                                        |
| Senza luce                                | 1967 | Dik Dik               | I Dik Dik; Senza luce/Guardo te e vedo mio figlio                                         | Mogol                                          | Gary Brooker                          | Lucio Battisti                              | Mogol                                                             |
| Se io fossi un falegname                  | 1967 | Dik Dik               | I Dik Dik; Il mondo è con noi/Se io fossi un falegname                                    | Mogol, Giuseppe Cassia                         | Tim Hardin                            | Lucio Battisti                              | Mogol                                                             |
| Windy                                     | 1967 | Dik Dik               | I Dik Dik; Inno/Windy                                                                     | Luigi Clausetti                                | Ruthann Friedman                      | Lucio Battisti                              | Mogol                                                             |
| Cado giù                                  | 1967 | Dik Dik               | I Dik Dik                                                                                 | Mogol                                          | Geoff Stephens, John Shakespeare      | Lucio Battisti                              | Mogol                                                             |
| Serenella                                 | 1967 | Dik Dik               | I Dik Dik                                                                                 | Mogol                                          | Carlo Donida Labati                   | Lucio Battisti                              | Mogol                                                             |
| Il mondo è con noi                        | 1967 | Dik Dik               | I Dik Dik; Il mondo è con noi/Se io fossi un falegname                                    | Mogol                                          | John Philips                          | Lucio Battisti                              | Mogol                                                             |
| Inno                                      | 1967 | Dik Dik               | I Dik Dik; Inno/Windy                                                                     | Mogol                                          | John Carter, Aaron Lewis              | Lucio Battisti                              | Mogol                                                             |
| Nel 1303                                  | 1967 | Dik Dik               | I Dik Dik                                                                                 | Mogol                                          | Glenn Grey                            | Lucio Battisti                              | Mogol                                                             |
| Il Circolo Pickwick (sigla finale)        | 1968 | Gigi Proietti         | Lo spettacolo alla televisione e alla radio                                               | Ugo Gregoretti                                 | Gigi Proietti                         | Lucio Battisti                              |                                                                   |
| L'esquimese                               | 1968 | Dik Dik               | Il vento/L'esquimese                                                                      | Mogol                                          | Bob Dylan                             | Lucio Battisti                              | Mogol, Lucio Battisti                                             |
| Delilah                                   | 1968 | El Supremo Brass Band | Delilah/Oh capitan (c'è un uomo in mezzo al mare)                                         | Barry Mason                                    | Les Reed                              | Guido Pistocchi                             | Mogol, Lucio Battisti                                             |
| Oh capitan (c'è un uomo in mezzo al mare) | 1968 | El Supremo Brass Band | Delilah/Oh capitan (c'è un uomo in mezzo al mare)                                         | Nino Restelli                                  | Dino Olivieri                         | Guido Pistocchi                             | Mogol, Lucio Battisti                                             |
| Dimenticherai                             | 1968 | Dik Dik               | Dimenticherai/Eleonora credi                                                              | Mogol                                          | Piero Soffici                         | Lucio Battisti                              | Mogol, Lucio Battisti                                             |
| Eleonora credi                            | 1968 | Dik Dik               | Dimenticherai/Eleonora credi; Il primo giorno di primavera e altri successi (1969)        | Mogol                                          | Robbie Robertson                      | Lucio Battisti                              | Mogol, Lucio Battisti                                             |
| Zucchero                                  | 1969 | Dik Dik               | Zucchero/Piccola arancia; Sanremo '69                                                     | Mogol, Luigi Clausetti                         | Roberto Soffici, Roberto Guscelli     | Lucio Battisti                              | Mogol, Lucio Battisti                                             |
| Se tu ragazzo mio                         | 1969 | Ambra Borelli         | Sanremo '69                                                                               | Gabriella Ferri, Vittorio Ferri                | Piero Pintucci                        | Lucio Battisti                              | Mogol, Lucio Battisti                                             |
| Il gioco dell'amore                       | 1969 | Ambra Borelli         | Sanremo '69                                                                               | Franco Migliacci                               | Ivo Callegari                         | Lucio Battisti                              | Mogol, Lucio Battisti                                             |
| Mela acerba                               | 1969 | Ambra Borelli         | Mela acerba/La mosca bianca                                                               | Mogol, Luigi Albertelli                        | Enrico Riccardi                       | Lucio Battisti                              | Lucio Battisti                                                    |
| La mosca bianca                           | 1969 | Ambra Borelli         | Mela acerba/La mosca bianca                                                               | Mogol                                          | Roberto Guscelli                      | Lucio Battisti                              | Lucio Battisti                                                    |
| Avevo una bambola                         | 1969 | Formula 3             | Questo folle sentimento/Avevo una bambola                                                 | Mogol                                          | Joe South                             | Formula 3                                   | Lucio Battisti                                                    |
| Il primo giorno di primavera              | 1969 | Dik Dik               | Il primo giorno di primavera e altri successi; Il primo giorno di primavera/Nuvola bianca | Mogol, Cristiano Minellono                     | Mario Lavezzi                         | Lucio Battisti                              | Mogol, Lucio Battisti                                             |
| Piccola arancia                           | 1969 | Dik Dik               | Il primo giorno di primavera e altri successi; Zucchero/Piccola arancia                   | Mogol                                          | Carlo Donida Labati                   | Lucio Battisti                              | Mogol, Lucio Battisti                                             |
| L'aereo parte                             | 1969 | Tony Renis            | L'aereo parte/Un ragazzo che ti ama                                                       | Paolo Limiti, Marcello Marchesi, Alberto Testa | Tony De Vita, Tony Renis              | Lucio Battisti                              |                                                                   |
| La prima cosa bella                       | 1970 | Nicola Di Bari        | La prima cosa bella/...e lavorare                                                         | Mogol                                          | Nicola Di Bari, Gian Franco Reverberi | Lucio Battisti, Gian Piero Reverberi        | Mogol, Lucio Battisti, Gian Piero Reverberi, Gianfranco Reverberi |
| Dies Irae                                 | 1970 | Formula 3             | Dies Irae                                                                                 | Tommaso da Celano                              | Tommaso da Celano                     | Formula 3                                   | Lucio Battisti                                                    |
| Perché... perché ti amo                   | 1970 | Formula 3             | Dies Irae                                                                                 | Mogol                                          | Edoardo Eugenio Bennato               | Formula 3                                   | Lucio Battisti                                                    |
| Walk away Renée                           | 1970 | Formula 3             | Dies Irae                                                                                 | Michael Brown, Bob Calilli                     | Tony Samsone                          | Formula 3                                   | Lucio Battisti                                                    |
| Se non è amore cos'è                      | 1970 | Formula 3             | Dies Irae; Sole giallo, sole nero/Se non è amore cos'è                                    | Mogol, Alessandro Colombini                    | Elio Isola                            | Formula 3                                   | Lucio Battisti                                                    |
| Nanananò                                  | 1970 | Formula 3             | Io ritorno solo/Nanananò                                                                  | Mogol                                          | Mario Lavezzi, Renato Serio           | Formula 3                                   | Lucio Battisti                                                    |
| Una donna                                 | 1971 | Adriano Pappalardo    | Una donna/Il bosco no; Adriano Pappalardo (1972)                                          | Mogol                                          | Mario Lavezzi                         | Claudio Fabi, Lucio Battisti                | Claudio Fabi, Lucio Battisti                                      |
| Il bosco no                               | 1971 | Adriano Pappalardo    | Una donna/Il bosco no; Adriano Pappalardo (1972)                                          | Mogol                                          | Guido Maria Ferilli                   | Claudio Fabi, Lucio Battisti                | Claudio Fabi, Lucio Battisti                                      |
| Ti perdono                                | 1972 | Sara                  | Io mamma/Ti perdono                                                                       | Alberto Salerno                                | Damiano Dattoli                       | Lucio Battisti                              | Lucio Battisti                                                    |
| Un uomo molte cose non le sa              | 1972 | Adriano Pappalardo    | Adriano Pappalardo                                                                        | Alberto Salerno                                | Elio Isola                            | Claudio Fabi, Lucio Battisti                | Claudio Fabi, Lucio Battisti                                      |
| L'ultima foglia                           | 1972 | Formula 3             | Sognando e risognando                                                                     | –                                              | Formula 3                             | Formula 3                                   | Lucio Battisti                                                    |
| Rock 1°                                   | 1972 | Alberto Radius        | Radius                                                                                    | –                                              | Alberto Radius, Gianni Dall'Aglio     | Alberto Radius                              | Lucio Battisti                                                    |
| To the Moon I'm Going                     | 1972 | Alberto Radius        | Radius                                                                                    | Demetrio Stratos, Alberto Radius               | Alberto Radius                        | Alberto Radius                              | Lucio Battisti                                                    |
| Radius                                    | 1972 | Alberto Radius        | Radius                                                                                    | –                                              | Alberto Radius                        | Alberto Radius                              | Lucio Battisti                                                    |
| Area                                      | 1972 | Alberto Radius        | Radius                                                                                    | –                                              | Alberto Radius                        | Alberto Radius                              | Lucio Battisti                                                    |
| Il mio cane si chiama Zenone              | 1972 | Alberto Radius        | Radius                                                                                    | –                                              | Vince Tempera, Alberto Radius         | Alberto Radius                              | Lucio Battisti                                                    |
| Sotto il carbone                          | 1972 | Bruno Lauzi           | Sotto il carbone/Il mondo cambia colori                                                   | Mogol                                          | Oscar Prudente                        | Lucio Battisti                              |                                                                   |
| Molecole                                  | 1974 | Bruno Lauzi           | Lauzi oggi; Molecole/La memoria di quei giorni                                            | Mogol                                          | Mario Lavezzi                         | Lucio Battisti, Gian Piero Reverberi        |                                                                   |
| Il canto della preistoria (molecole)      | 1974 | Il volo               | Il volo                                                                                   | Mogol                                          | Alberto Radius                        | Il volo, Lucio Battisti                     | Mogol                                                             |
| Immersione                                | 1982 | Adriano Pappalardo    | Immersione                                                                                | Franca Evangelisti                             | Adriano Pappalardo                    | Greg Walsh                                  | Greg Walsh, Lucio Battisti                                        |
| Due nel blu                               | 1982 | Adriano Pappalardo    | Immersione                                                                                | Franca Evangelisti                             | Adriano Pappalardo                    | Greg Walsh                                  | Greg Walsh, Lucio Battisti                                        |
| Risalendo la sagola                       | 1982 | Adriano Pappalardo    | Immersione; Giallo uguale sole/Risalendo la sagola                                        | Franca Evangelisti                             | Adriano Pappalardo                    | Greg Walsh                                  | Greg Walsh, Lucio Battisti                                        |
| Giallo uguale sole                        | 1982 | Adriano Pappalardo    | Immersione; Giallo uguale sole/Risalendo la sagola                                        | Franca Evangelisti                             | Adriano Pappalardo                    | Greg Walsh                                  | Greg Walsh, Lucio Battisti                                        |
| Dimensioni                                | 1982 | Adriano Pappalardo    | Immersione                                                                                | Franca Evangelisti                             | Adriano Pappalardo                    | Greg Walsh                                  | Greg Walsh, Lucio Battisti                                        |
| Il richiamo delle sirene                  | 1982 | Adriano Pappalardo    | Immersione                                                                                | Franca Evangelisti                             | Adriano Pappalardo                    | Greg Walsh                                  | Greg Walsh, Lucio Battisti                                        |
| Dolci ricordi                             | 1982 | Adriano Pappalardo    | Immersione                                                                                | Franca Evangelisti                             | Adriano Pappalardo                    | Greg Walsh                                  | Greg Walsh, Lucio Battisti                                        |
| Cheope                                    | 1982 | Adriano Pappalardo    | Immersione                                                                                | Franca Evangelisti                             | Adriano Pappalardo                    | Greg Walsh                                  | Greg Walsh, Lucio Battisti                                        |
| Guidami                                   | 1982 | Adriano Pappalardo    | Immersione                                                                                | Franca Evangelisti                             | Adriano Pappalardo                    | Greg Walsh                                  | Greg Walsh, Lucio Battisti                                        |
| Mare amico mio                            | 1982 | Adriano Pappalardo    | Immersione                                                                                | Adriano Pappalardo                             | Adriano Pappalardo                    | Greg Walsh                                  | Greg Walsh, Lucio Battisti                                        |
| Signorina                                 | 1983 | Adriano Pappalardo    | Oh! Era ora; Oh! Era ora/Signorina                                                        | Pasquale Panella                               | Adriano Pappalardo, Alvaro Guglielmi  | Lucio Battisti                              | Lucio Battisti                                                    |
| Vanessa moda gaia                         | 1983 | Adriano Pappalardo    | Oh! Era ora                                                                               | Pasquale Panella                               | Adriano Pappalardo                    | Lucio Battisti                              | Lucio Battisti                                                    |
| Breve la vita felice                      | 1983 | Adriano Pappalardo    | Oh! Era ora                                                                               | Pasquale Panella                               | Adriano Pappalardo                    | Lucio Battisti                              | Lucio Battisti                                                    |
| Puoi toccarmi tutto a me                  | 1983 | Adriano Pappalardo    | Oh! Era ora                                                                               | Pasquale Panella                               | Adriano Pappalardo                    | Lucio Battisti                              | Lucio Battisti                                                    |
| Caroline e l'uomo nero                    | 1983 | Adriano Pappalardo    | Oh! Era ora                                                                               | Pasquale Panella                               | Adriano Pappalardo                    | Lucio Battisti                              | Lucio Battisti                                                    |
| Questa storia                             | 1983 | Adriano Pappalardo    | Oh! Era ora                                                                               | Pasquale Panella                               | Adriano Pappalardo                    | Lucio Battisti                              | Lucio Battisti                                                    |
| Io chi è                                  | 1983 | Adriano Pappalardo    | Oh! Era ora                                                                               | Pasquale Panella                               | Adriano Pappalardo                    | Lucio Battisti                              | Lucio Battisti                                                    |
| Oh! Era ora                               | 1983 | Adriano Pappalardo    | Oh! Era ora; Oh! Era ora/Signorina                                                        | Pasquale Panella                               | Adriano Pappalardo                    | Lucio Battisti                              | Lucio Battisti                                                    |

## Inediti

### 1964–1965
Gli inediti di questa fase consistono in brani scritti da Battisti agli esordi, alcuni insieme a Roby Matano del gruppo I Campioni.
     Nastro con 18 inediti ritrovato da Italo Gnocchi nel luglio 2000
| Titolo                    | Autori                                               | Anno | Prima divulgazione televisiva                      | Note |
| ------------------------- | ---------------------------------------------------- | ---- | -------------------------------------------------- | --- |
| Vogliamo il surf          | Battisti-Matano                                      | 1964 | Tg2 Dossier «L'altro Battisti», 3 settembre 1999   | – |
| Torno stasera             | Battisti-Matano                                      | 1964 | Tg2 Dossier «L'altro Battisti», 3 settembre 1999   | – |
| Se non sai cos'è un bacio | Battisti-Matano                                      | 1964 | Tg2 Dossier, «Lucio!», 9 ottobre 1998              | La musica verrà riutilizzata come ritornello di Uno in più. |
| Oh, Pretty Woman          | Battisti-Matano (originale: Roy Orbison e Bill Dees) | 1964 | –                                                  | Cover in italiano con struttura musicale leggermente modificata. Per volere dei discografici, il gruppo de I Campioni dovette inciderne una versione più canonica con testo di Vito Pallavicini, dal titolo Sei la sola. |
| Era ieri                  | Battisti-Matano                                      | 1965 | Tg2 Dossier «L'altro Battisti», 3 settembre 1999   | Prima versione di Era. |
| Sei stata mia             | Battisti-Matano                                      | 1965 | Tg2 Dossier «L'altro Battisti», 3 settembre 1999   | Conosciuta anche con il titolo Sei ancora mia. Prima versione di Per una lira. |
| Non ti voglio più         | Battisti-Matano                                      | 1965 | Tg2 Dossier «Lucio!», 9 ottobre 1998               | Proposta per il Festival di Sanremo 1965, ma scartata. |
| Core, core mio            | Battisti-Matano                                      | 1965 | –                                                  | Canzone in napoletano rimasta incompiuta. |
| A cosa serve piangere     | Battisti-Matano                                      | 1965 | –                                                  | La musica verrà riutilizzata ne Le ombre della sera, incisa da I Profeti nel 1966. |
| Tre volte t'amo           | Battisti                                             | 1965 | –                                                  | – |
| Non tardare più           | Battisti                                             | 1965 | –                                                  | – |
| Una casa nell'est         | Battisti                                             | 1965 | –                                                  | – |
| Raccontalo alla luna      | Battisti                                             | 1965 | –                                                  | – |
| E verrà il giorno         | Battisti                                             | 1965 | –                                                  | – |
| Lasciami sperare ancora   | Battisti                                             | 1965 | –                                                  | – |
| In ogni parte del mondo   | Battisti                                             | 1965 | Tg2 Dossier «Speciale per Lucio», 4 settembre 2004 | – |
| Non chiederò la carità    | Battisti                                             | 1965 | «Pensieri e parole», 7 settembre 2004              | Parte della musica verrà riutilizzata in Mi ritorni in mente. |
| Il giorno che...          | Battisti                                             | 1965 | «Pensieri e parole», 7 settembre 2004              | – |
| I love you                | Battisti                                             | 1965 | –                                                  | – |
| Sono nessuno senza te     | Battisti                                             | 1965 | –                                                  | – |
| Hai fatto male            | Battisti                                             | 1965 | –                                                  | – |
| L'amore vero              | Battisti-Matano                                      | 1965 | –                                                  | – |
| Quando parlerete di me    | Battisti-Matano                                      | 1965 | «Pensieri e parole», 7 settembre 2004              | – |
| Oh, lonely                | Battisti-Matano                                      | 1965 | –                                                  | Canzone in inglese che diventerà Se rimani con me. |
| Tutto il mio amore        | Battisti-Matano                                      | 1965 | Tg2 Dossier «Le voci di Lucio», 8 settembre 2000   | Prima versione di Che importa a me, incisa da Milena Cantù nel 1966. |
| Asciuga le tue lacrime    | Battisti-Matano                                      | 1965 | Tg2 Dossier «Le voci di Lucio», 8 settembre 2000   | Conosciuta anche con il titolo Asciuga queste lacrime. Il testo riprende quello di A cosa serve piangere, ma con una nuova musica. Sarà incisa da I Profeti nel 1967.                                                    |
| Quando ti lascia l'amore  | Battisti-Matano                                      | 1965 | Tg2 Dossier «Quando andavamo a 45 giri», 2001      | Incisa da Gene Pitney nel 1968. |

### 1965–1972
Gli inediti di questa fase consistono prevalentemente in provini con voce guida di brani poi incisi da altri cantanti.
| Titolo                                      | Autori                | Anno             | Prima divulgazione televisiva                                     | Prima pubblicazione su disco                    | Note |
| ------------------------------------------- | --------------------- | ---------------- | ----------------------------------------------------------------- | ----------------------------------------------- | --- |
| Se rimani con me                            | Battisti-Matano       | 1965             | Tg2 Dossier «Le voci di Lucio», 8 settembre 2000                  | –                                               | Incisa dai Dik Dik nello stesso anno. |
| Hey ragazzo                                 | Battisti-Mogol        | 1965             | Tg2 Dossier «Lucio per gli amici», 9 settembre 1998               | –                                               | Incisa dall'Equipe 84 nel 1968. Provino registrato negli studi Ricordi di via dei Cinquecento a Milano. Battisti suona tutti gli strumenti.                                  |
| Aspettando domani                           | Battisti-Mogol        | 1966             | Tg2 Dossier «Lucio!», 9 ottobre 1998                              | –                                               | Canzone scritta per I Balordi, ma rimasta inedita. |
| Luisa Rossi                                 | Battisti-Mogol        | 1967             | –                                                                 | Le origini (1992)                               | Versione alternativa dove al posto di «Luisa Rossi» Battisti canta «Luisa Luisa», forse per evitare di mettere in causa il nome completo di una possibile persona esistente. |
| La farfalla impazzita                       | Battisti-Mogol        | 1967             | Eventi pop «Lucio emozioni sempre», 5 marzo 2003                  | –                                               | Provini "voce e chitarra" per un singolo da pubblicare qualora Battisti avesse superato le selezioni per il Festival di Sanremo 1968.                                        |
| Lei ama te                                  | Battisti-Mogol        | 1967             | Eventi pop «Lucio emozioni sempre», 5 marzo 2003                  | –                                               | Provini "voce e chitarra" per un singolo da pubblicare qualora Battisti avesse superato le selezioni per il Festival di Sanremo 1968.                                        |
| La farfalla impazzita                       | Battisti-Mogol        | 20 dicembre 1967 | –                                                                 | Note e non note vol. 1 (2013)                   | Versione consegnata su acetato alla Commissione Selezionatrice di Sanremo. La canzone venne accettata, ma si preferì farla interpretare a Paul Anka e Johnny Dorelli.        |
| Le formiche                                 | Battisti-Mogol        | 1968             | –                                                                 | Le avventure di Lucio Battisti e Mogol (2004)   | Incisa da Wilma Goich nello stesso anno. |
| Mi ritorni in mente                         | Battisti-Mogol        | 1969             | –                                                                 | –                                               | Provino suonato con chitarra, basso e pianoforte. |
| La spada nel cuore                          | Battisti-Mogol-Donida | 1969             | Target, 1º ottobre 1995                                           | Le avventure di Lucio Battisti e Mogol (2004)   | Incisa da Patty Pravo e Little Tony nel 1970. |
| Milano-Roma viaggio a cavallo (strumentale) | Battisti              | 1970             | Tg2 Dossier «Le voci di Lucio», 8 settembre 2000                  | –                                               | Colonna sonora del filmato, mai pubblicato, del viaggio a cavallo da Milano a Roma di Battisti e Mogol.                                                                      |
| Emozioni                                    | Battisti-Mogol        | 1970             | Eventi pop «Lucio emozioni sempre», 5 marzo 2003                  | –                                               | Lucio Battisti alla chitarra e Sandro Colombini al pianoforte. La registrazione è in possesso di quest'ultimo.                                                               |
| Perché dovrei                               | Battisti-Mogol        | 1970             | –                                                                 | Il nostro canto libero (2007)                   | Inizialmente scritta per Carmen Villani, ma poi incisa da Sara nello stesso anno.                                                                                            |
| La folle corsa                              | Battisti-Mogol-Donida | 1970             | Target, 1997                                                      | Le avventure di Lucio Battisti e Mogol 2 (2005) | Incisa da Formula 3 e Little Tony nel 1971. |
| Insieme                                     | Battisti-Mogol        | 1970             | –                                                                 | –                                               | Nastro in possesso di Mina. |
| Io e te da soli                             | Battisti-Mogol        | 1970             | –                                                                 | –                                               | Nastro in possesso di Mina. |
| Amor mio                                    | Battisti-Mogol        | 1971             | –                                                                 | –                                               | Nastro in possesso di Mina. |
| Vendo casa                                  | Battisti-Mogol        | 1971             | Tg2 Dossier «Canzoni segrete 4 - Diritti d'autore», 7 agosto 1998 | Le avventure di Lucio Battisti e Mogol (2004)   | Incisa da Dik Dik e Formula 3 nello stesso anno. |
| Il mio bambino                              | Battisti-Mogol        | giugno 1971      | Serata pop «Note spezzate», 21 giugno 1999                        | Il nostro canto libero (2007)                   | Incisa da Iva Zanicchi nel 1972. Lacca ritrovata da Walter Lucchini e annunciata ai media nel 1999.                                                                          |
| Addio mamma, addio papà                     | Battisti-Mogol        | 1972             | –                                                                 | –                                               | Canzone scritta per Sara, ma rimasta inedita. Provino registrato durante le sessioni di registrazione di Umanamente uomo: il sogno.                                          |

### 1973–1988
Gli inediti di questa fase consistono in versioni alternative e brani scartati dalle sessioni di registrazione degli album di Battisti. Al 2021 nessuno di questi è stato pubblicato su disco, sebbene abbiano goduto di una buona diffusione tra i collezionisti e su internet.
     Nastri ritrovati da Tullio Lauro nel 1995
| Titolo                                                            | Autori                | Anno                   | Prima divulgazione televisiva                        | Note |
| ----------------------------------------------------------------- | --------------------- | ---------------------- | ---------------------------------------------------- | --- |
| Il nostro caro angelo                                             | Battisti-Mogol        | 1973                   | –                                                    | Versione più lunga e dall'arrangiamento psichedelico. Secondo Massimo Luca furono provinate circa venti versioni. |
| The sun song (La canzone del sole)                                | Battisti-Marrow-Mogol | settembre/ottobre 1976 | «Pensieri e parole», 7 settembre 2004                | Provini registrati nello studio "Il Mulino" come primo abbozzo del futuro Images. A differenza dell'album poi pubblicato, qui i testi sono nella traduzione di Marva Jan Marrow e non in quella di Peter Powell. |
| Freedom song (Il mio canto libero)                                | Battisti-Marrow-Mogol | settembre/ottobre 1976 | «Pensieri e parole», 7 settembre 2004                | Provini registrati nello studio "Il Mulino" come primo abbozzo del futuro Images. A differenza dell'album poi pubblicato, qui i testi sono nella traduzione di Marva Jan Marrow e non in quella di Peter Powell. |
| To love a bit (Amarsi un po')                                     | Battisti-Marrow-Mogol | settembre/ottobre 1976 | «Pensieri e parole», 7 settembre 2004                | Provini registrati nello studio "Il Mulino" come primo abbozzo del futuro Images. A differenza dell'album poi pubblicato, qui i testi sono nella traduzione di Marva Jan Marrow e non in quella di Peter Powell. |
| Star in a film (L'interprete di un film)                          | Battisti-Marrow-Mogol | settembre/ottobre 1976 | –                                                    | Provini registrati nello studio "Il Mulino" come primo abbozzo del futuro Images. A differenza dell'album poi pubblicato, qui i testi sono nella traduzione di Marva Jan Marrow e non in quella di Peter Powell. |
| Still I just clean forgot about you (Eppur mi son scordato di te) | Battisti-Marrow-Mogol | settembre/ottobre 1976 | –                                                    | Provini registrati nello studio "Il Mulino" come primo abbozzo del futuro Images. A differenza dell'album poi pubblicato, qui i testi sono nella traduzione di Marva Jan Marrow e non in quella di Peter Powell. |
| Our dear angel (Il nostro caro angelo)                            | Battisti-Marrow-Mogol | settembre/ottobre 1976 | –                                                    | Provini registrati nello studio "Il Mulino" come primo abbozzo del futuro Images. A differenza dell'album poi pubblicato, qui i testi sono nella traduzione di Marva Jan Marrow e non in quella di Peter Powell. |
| Day to day (Perché no)                                            | Battisti-Musker-Mogol | 1979                   | –                                                    | Brani che avrebbero dovuto far parte dell'album inedito Friends, versione in inglese di Una donna per amico, che non venne pubblicato a causa dello scarso successo riportato da Images. Oltre a questi furono registrati Baby it's you (Ancora tu) e Lady (Donna selvaggia donna) che vennero pubblicati all'epoca su un 45 giri promozionale uscito nel Regno Unito. |
| Pain is gone (Nessun dolore)                                      | Battisti-Musker-Mogol | 1979                   | –                                                    | Brani che avrebbero dovuto far parte dell'album inedito Friends, versione in inglese di Una donna per amico, che non venne pubblicato a causa dello scarso successo riportato da Images. Oltre a questi furono registrati Baby it's you (Ancora tu) e Lady (Donna selvaggia donna) che vennero pubblicati all'epoca su un 45 giri promozionale uscito nel Regno Unito. |
| A woman as a friend (Una donna per amico)                         | Battisti-Musker-Mogol | 1979                   | –                                                    | Brani che avrebbero dovuto far parte dell'album inedito Friends, versione in inglese di Una donna per amico, che non venne pubblicato a causa dello scarso successo riportato da Images. Oltre a questi furono registrati Baby it's you (Ancora tu) e Lady (Donna selvaggia donna) che vennero pubblicati all'epoca su un 45 giri promozionale uscito nel Regno Unito. |
| Take it as it comes (Prendila così)                               | Battisti-Musker-Mogol | 1979                   | –                                                    | Brani che avrebbero dovuto far parte dell'album inedito Friends, versione in inglese di Una donna per amico, che non venne pubblicato a causa dello scarso successo riportato da Images. Oltre a questi furono registrati Baby it's you (Ancora tu) e Lady (Donna selvaggia donna) che vennero pubblicati all'epoca su un 45 giri promozionale uscito nel Regno Unito. |
| Afraid of falling (Aver paura di innamorarsi troppo)              | Battisti-Musker-Mogol | 1979                   | –                                                    | Brani che avrebbero dovuto far parte dell'album inedito Friends, versione in inglese di Una donna per amico, che non venne pubblicato a causa dello scarso successo riportato da Images. Oltre a questi furono registrati Baby it's you (Ancora tu) e Lady (Donna selvaggia donna) che vennero pubblicati all'epoca su un 45 giri promozionale uscito nel Regno Unito. |
| I think of you (E penso a te)                                     | Battisti-Musker-Mogol | 1979                   | –                                                    | Brani che avrebbero dovuto far parte dell'album inedito Friends, versione in inglese di Una donna per amico, che non venne pubblicato a causa dello scarso successo riportato da Images. Oltre a questi furono registrati Baby it's you (Ancora tu) e Lady (Donna selvaggia donna) che vennero pubblicati all'epoca su un 45 giri promozionale uscito nel Regno Unito. |
| Baby it's you (Ancora tu)                                         | Battisti-Musker-Mogol | 1979                   | –                                                    | Versione più lunga di quella pubblicata. |
| Pain is gone (Nessun dolore)                                      | Battisti-Musker-Mogol | 1979                   | –                                                    | Versione alternativa in cui il coro nel ritornello canta in inglese. |
| Goin' to the movies (Al cinema)                                   | Battisti-Musker-Mogol | 1979                   | Tg2 Dossier «Lucio per gli amici», 9 settembre 1998  | Registrata durante le sessioni di registrazione di Friends, ma scartata dalla tracklist definitiva. |
| Il paradiso non è qui                                             | Battisti-Mogol        | aprile 1979            | Target, 1º ottobre 1995                              | Versioni preliminari delle canzoni di Una giornata uggiosa, ancora prive di arrangiamento. Battisti le suona alla chitarra presentandole al produttore del disco, Geoff Westley. Il brano Il paradiso non è qui verrà scartato. |
| Una giornata uggiosa                                              | Battisti-Mogol        | aprile 1979            | Target, 1º ottobre 1995                              | Versioni preliminari delle canzoni di Una giornata uggiosa, ancora prive di arrangiamento. Battisti le suona alla chitarra presentandole al produttore del disco, Geoff Westley. Il brano Il paradiso non è qui verrà scartato. |
| Arrivederci a questa sera                                         | Battisti-Mogol        | aprile 1979            | Tg2 Dossier «Lucio per gli amici», 9 settembre 1998  | Versioni preliminari delle canzoni di Una giornata uggiosa, ancora prive di arrangiamento. Battisti le suona alla chitarra presentandole al produttore del disco, Geoff Westley. Il brano Il paradiso non è qui verrà scartato. |
| Orgoglio e dignità                                                | Battisti-Mogol        | aprile 1979            | Target, 1997                                         | Versioni preliminari delle canzoni di Una giornata uggiosa, ancora prive di arrangiamento. Battisti le suona alla chitarra presentandole al produttore del disco, Geoff Westley. Il brano Il paradiso non è qui verrà scartato. |
| Questo amore                                                      | Battisti-Mogol        | aprile 1979            | –                                                    | Versioni preliminari delle canzoni di Una giornata uggiosa, ancora prive di arrangiamento. Battisti le suona alla chitarra presentandole al produttore del disco, Geoff Westley. Il brano Il paradiso non è qui verrà scartato. |
| Gelosa cara                                                       | Battisti-Mogol        | aprile 1979            | –                                                    | Versioni preliminari delle canzoni di Una giornata uggiosa, ancora prive di arrangiamento. Battisti le suona alla chitarra presentandole al produttore del disco, Geoff Westley. Il brano Il paradiso non è qui verrà scartato. |
| Il monolocale                                                     | Battisti-Mogol        | aprile 1979            | –                                                    | Versioni preliminari delle canzoni di Una giornata uggiosa, ancora prive di arrangiamento. Battisti le suona alla chitarra presentandole al produttore del disco, Geoff Westley. Il brano Il paradiso non è qui verrà scartato. |
| Windsurf windsurf                                                 | Battisti-Velezia      | 1982                   | –                                                    | Versione più lunga e dall'arrangiamento minimale, molto diversa da quella pubblicata. |
| La risposta                                                       | Battisti-Velezia      | aprile 1982            | –                                                    | Versione preliminare di Non sei più solo con testo leggermente diverso. In particolare nel ritornello Battisti canta «Cercala la risposta! È lì vicino a te!» che sarà sostituito poi da «Certo ti senti solo! Nanananà!». |
| Girasole                                                          | Battisti-Velezia      | maggio 1982            | Tg2 Dossier «Lucio per gli amici», 9 settembre 1998  | Brano scartato dalla pubblicazione nell'album E già. |
| Il bell'addio                                                     | Battisti-Panella      | luglio 1985            | Tg2 Dossier «Lucio per gli amici», 9 settembre 1998  | Depositato in SIAE a fine 1985 insieme ad altri brani di Don Giovanni. |
| Volteggio umano                                                   | Battisti-Panella      | 1985                   | Tg2 Dossier «Lucio Battisti inedito», 31 agosto 2002 | Brano scartato dalla pubblicazione nell'album Don Giovanni. Noto anche con il titolo Gabbianone. |
| Allontanando (strumentale)                                        | Battisti              | 1988                   | –                                                    | Demo strumentale. |
| La pace (strumentale)                                             | Battisti              | 1988                   | Tg2 Dossier «Le voci di Lucio», 8 settembre 2000     | Brano scartato dalla pubblicazione nell'album L'apparenza. Venne registrata solo la base strumentale, sebbene fosse stato scritto anche un testo da Panella. |
| Per altri motivi (strumentale)                                    | Battisti              | 1988                   | –                                                    | Base provvisoria. |
| Per nome (strumentale)                                            | Battisti              | 1988                   | –                                                    | Base provvisoria. |
| Dalle prime battute (strumentale)                                 | Battisti              | 1988                   | –                                                    | Base provvisoria. |
| Lo scenario                                                       | Battisti-Panella      | 1988                   | –                                                    | Versione con cantato e base provvisori. |

### Informazioni aggiuntive

#### Aspettando domani
La canzone venne scritta da Battisti e Mogol per I Balordi, che affermano di aver ricevuto un provino di Battisti nel 1967, di cui tuttavia non rimangono tracce. Durante il Tg2 Dossier «Lucio!» del 9 ottobre 1998 venne trasmesso un provino del brano interpretato da Gianni Muratori, leader dei Balordi, che per sbaglio venne accreditato a Battisti; l'errore fu corretto nello speciale successivo.

#### Il paradiso non è qui
La canzone era stata scritta per l'album Alla grande... di Bruno Lauzi, ma dopo che quest'ultimo non la interpretò, Battisti e Mogol valutarono di inserirla nella scaletta di Una giornata uggiosa. Alla fine fu esclusa anche in questo caso. Dopo la morte di Battisti, Mogol parlerà più volte con parole lusinghiere di questo inedito, dichiarando di volerlo depositare in SIAE. Il brano affronta il tema dell'emigrazione italiana.

#### Il bell'addio
La canzone venne registrata a Roma nel luglio del 1985 e depositata in SIAE a fine anno, insieme ad altri brani di Don Giovanni. Fu poi rinvenuta in dei nastri inviati in forma anonima a Leo Turrini e Tullio Lauro nel 1995. Fu trasmessa per la prima volta nel corso della trasmissione televisiva Tg2 Dossier «Lucio per gli amici» del 9 settembre 1998; ad oggi non ha ancora ricevuto nessuna pubblicazione ufficiale.

#### Volteggio umano
Il brano Volteggio umano o Gabbianone fu rinvenuto in dei nastri inviati in forma anonima a Leo Turrini e Tullio Lauro nel 1995. Un suo frammento fu trasmesso per la prima volta nel corso della trasmissione televisiva Tg2 Dossier «Lucio Battisti inedito» del 31 agosto 2002; ad oggi non ha ancora ricevuto nessuna pubblicazione ufficiale.
Secondo Luciano Ceri, il brano sarebbe stato escluso da Don Giovanni perché Greg Walsh e Robyn Smith non riuscirono a raggiungere un accordo con Battisti su come inciderlo. Invece, secondo Michele Neri, il brano sarebbe nato prima della decisione di scegliere Pasquale Panella come paroliere e rappresenterebbe una prova generale della collaborazione tra i due, con esito giudicato positivo da Battisti. A suo dire la registrazione del brano sarebbe infatti avvenuta nel 1983 o 1984, dopo Oh! Era ora (occasione in cui Battisti conobbe Panella), ma prima di Don Giovanni, e sarebbe stata portata avanti in vari studi di registrazione tra Roma e Londra.
Musicalmente il brano è dominato dal pianoforte suonato da Robyn Smith e dagli archi; si apre con una lunga introduzione di circa un minuto e mezzo, seguita dalle prime due strofe. La melodia cambia in corrispondenza della terza strofa («la lacrima sta come arancia nell'aranceto delle guance»), dove sembra quasi virare verso un prog sinfonico sullo stile del Banco del Mutuo Soccorso; quindi si torna alla melodia precedente in una breve parte strumentale, a cui seguono gli ultimi due versi cantati da Battisti e un lungo assolo di chitarra elettrica che conclude la canzone, suonato da Ray Russell.
Nel breve testo, il protagonista sogna di entrare in casa propria e osservare se stesso intento nella propria quotidianità domestica, in terza persona. Oltre a quello del sogno, l'altro tema principale è quello del volo, inteso come metafora di vita vissuta: «sogno un mio volteggio umano, da gabbianone».

## Album arrangiati
Sono indicati in grassetto gli album arrangiati e prodotti da Battisti.
- 1967 – Dik Dik – I Dik Dik
- 1969 – Dik Dik – Il primo giorno di primavera e altri successi (prodotto insieme a Mogol)
- 1971 – Lucio Battisti – Amore e non amore
- 1972 – Lucio Battisti – Umanamente uomo: il sogno (arrangiato insieme a Gian Piero Reverberi)
- 1972 – Lucio Battisti – Il mio canto libero (arrangiato insieme a Gian Piero Reverberi)
- 1973 – Lucio Battisti – Il nostro caro angelo (arrangiato insieme a Gian Piero Reverberi)
- 1974 – Lucio Battisti – Anima latina
- 1976 – Lucio Battisti – Lucio Battisti, la batteria, il contrabbasso, eccetera (prodotto insieme a Mogol)
- 1977 – Lucio Battisti – Io tu noi tutti (arrangiato insieme a Mike Melvoin e prodotto insieme a Bones Howe)
- 1983 – Adriano Pappalardo – Oh! Era ora

## Album prodotti ma non arrangiati
- 1970 – Formula 3 – Dies Irae
- 1971 – Formula 3 – Formula 3
- 1972 – Formula 3 – Sognando e risognando
- 1972 – Alberto Radius – Radius
- 1982 – Adriano Pappalardo – Immersione (prodotto insieme a Greg Walsh)

## Cover dei brani di Lucio Battisti (lista parziale)

### Cover in italiano
| Titolo                                        | Interprete                                   | Anno        | Album                                             |
| --------------------------------------------- | -------------------------------------------- | ----------- | ------------------------------------------------- |
| La farfalla impazzita                         | Corrado Francia                              | 1968        | Sanremo '68                                       |
| Prendi fra le mani la testa                   | Mino Reitano                                 | 1969        | Mino canta Reitano                                |
| Un'avventura                                  | New Trolls                                   | 1969        | Sanremo '69                                       |
| Acqua azzurra, acqua chiara                   | Paola Orlandi                                | 1971        | Piccola storia della canzone italiana             |
| Insieme                                       | Gemelle Kessler                              | 1970        | Around the World                                  |
| Balla Linda                                   | Gianni Morandi                               | 1971        | Un mondo di donne                                 |
| Emozioni                                      | Patty Pravo                                  | 1971        | Di vero in fondo                                  |
| E penso a te                                  | Raffaella Carrà                              | 1971        | Raffaella Carrà                                   |
| E penso a te                                  | Johnny Dorelli                               | 1971        | Love story/E penso a te                           |
| La folle corsa                                | Lara Saint Paul                              | 1971        | Il Festival di Sanremo 1971                       |
| Non è Francesca                               | I Profeti                                    | 1971        | Era bella                                         |
| Io vivrò (senza te)                           | Mina                                         | 1971        | Del mio meglio                                    |
| E penso a te                                  | Mina                                         | 1971        | Mina                                              |
| Perché dovrei                                 | Donatella Moretti                            | 1971        | Storia di storie                                  |
| Io vivrò (senza te)                           | Marcella Bella                               | 1972        | Tu non hai la più pallida idea dell'amore         |
| I giardini di marzo                           | Mina                                         | 1975        | Minacantalucio                                    |
| Il nostro caro angelo                         | Mina                                         | 1975        | Minacantalucio                                    |
| Dieci ragazze (Dieci ragazzi)                 | Mina                                         | 1975        | Minacantalucio                                    |
| Innocenti evasioni                            | Mina                                         | 1975        | Minacantalucio                                    |
| 7 e 40                                        | Mina                                         | 1975        | Minacantalucio                                    |
| Emozioni                                      | Mina                                         | 1975        | Minacantalucio                                    |
| Fiori rosa fiori di pesco                     | Mina                                         | 1975        | Minacantalucio                                    |
| 29 settembre                                  | Mina                                         | 1975        | Minacantalucio                                    |
| L'aquila                                      | Mina                                         | 1975        | Minacantalucio                                    |
| Non è Francesca                               | Mina                                         | 1975        | Minacantalucio                                    |
| Le tre verità                                 | Loredana Bertè, Fausto Leali & Mario Lavezzi | 1977        | T.I.R.                                            |
| Prendi fra le mani la testa                   | Loredana Bertè                               | 1979        | Bandabertè                                        |
| Macchina del tempo                            | Loredana Bertè                               | 1979        | Bandabertè                                        |
| Vento nel vento                               | Laura Luca                                   | 1979        | Se mai ti stancassi di me                         |
| Il leone e la gallina                         | Bruno Lauzi                                  | 1981        | Amici miei                                        |
| Il tempo di morire                            | Marina Arcangeli                             | 1983        | Marina Arcangeli                                  |
| Ancora tu                                     | Marcella Bella                               | 1983        | Nell'aria                                         |
| Fiori rosa fiori di pesco                     | Marcella Bella                               | 1984        | Premiatissima '84 - Le più belle canzoni italiane |
| Acqua azzurra, acqua chiara                   | Marcella Bella                               | 1984        | Premiatissima '84 - Le più belle canzoni italiane |
| Pensieri e parole                             | Marcella Bella                               | 1984        | Premiatissima '84 - I cantautori                  |
| Dieci ragazze (Dieci ragazzi)                 | Marcella Bella                               | 1984        | Premiatissima '84 - I cantautori                  |
| Il tempo di morire                            | Marcella Bella                               | 1984        | Premiatissima '84 - Canzoni d'amore               |
| Emozioni                                      | Marcella Bella                               | 1984        | Premiatissima '84 - Canzoni d'amore               |
| Acqua azzurra, acqua chiara                   | Mina                                         | 1984        | Catene                                            |
| Vento nel vento                               | Mario Castelnuovo                            | 1984        | Mario Castelnuovo                                 |
| Io vorrei... non vorrei... ma se vuoi         | Franco Simone                                | 1985        | Gli uomini/Io vorrei... non vorrei... ma se vuoi  |
| Eppur mi son scordato di te                   | Mina                                         | 1985        | Finalmente ho conosciuto il conte Dracula...      |
| Amarsi un po'                                 | Ornella Vanoni                               | 1986        | Ornella &...                                      |
| Sì, viaggiare                                 | Ornella Vanoni                               | 1986        | Ornella &...                                      |
| E penso a te                                  | Ornella Vanoni                               | 1986        | Ornella &...                                      |
| La luce dell'est                              | Ricchi e Poveri                              | 1986        | Dimmi quando                                      |
| Vendo casa                                    | Alessandro Bono                              | 1986        | Vendo casa/Dalle 8 alle 10 p.m.                   |
| Nessun dolore                                 | Mina                                         | 1987        | Rane supreme                                      |
| Anche per te                                  | Enrico Ruggeri                               | 1989        | Contatti                                          |
| Non è Francesca                               | Mango                                        | 1990        | Ci ritorni in mente                               |
| E penso a te                                  | Enrico Rava                                  | 1990        | Ci ritorni in mente                               |
| Nel sole, nel vento, nel sorriso e nel pianto | Maurizio Giammarco & Franco D'Andrea         | 1990        | Ci ritorni in mente                               |
| La canzone della terra                        | Pietro Tonolo                                | 1990        | Ci ritorni in mente                               |
| Il nostro caro angelo                         | Antonella Ruggiero                           | 1990        | Ci ritorni in mente                               |
| Dieci ragazze                                 | Big Bang                                     | 1990        | Ci ritorni in mente                               |
| I giardini di marzo                           | Six Mobiles                                  | 1990        | Ci ritorni in mente                               |
| Don Giovanni                                  | Roberto Gatto & Danilo Rea                   | 1990        | Ci ritorni in mente                               |
| Pensieri e parole                             | Mia Martini & Maurizio Giammarco             | 1990        | Ci ritorni in mente                               |
| Il vento                                      | Phoenix                                      | 1990        | Ci ritorni in mente                               |
| Emozioni                                      | Tiziana Ghiglioni                            | 1990        | Ci ritorni in mente                               |
| Aver paura d'innamorarsi troppo               | Rossana Casale                               | 1990        | Ci ritorni in mente                               |
| Amarsi un po'                                 | Libens                                       | 1990        | Ci ritorni in mente                               |
| Le cose che pensano                           | Sergio Cossu & Paolo Fresu                   | 1990        | Ci ritorni in mente                               |
| Umanamente uomo: il sogno                     | Pietro Tonolo & Riccardo Zegna               | 1990        | Ci ritorni in mente                               |
| Nel sole, nel vento, nel sorriso e nel pianto | Mia Martini                                  | 1991        | Mia Martini in concerto                           |
| Pensieri e parole                             | Mia Martini                                  | 1991        | Mia Martini in concerto                           |
| Con il nastro rosa                            | Mina                                         | 1993        | Lochness                                          |
| E penso a te                                  | Raf                                          | 1993        | Innocenti evasioni                                |
| Perché no                                     | Fabio Concato                                | 1993        | Innocenti evasioni                                |
| Ancora tu                                     | Paola Turci                                  | 1993        | Innocenti evasioni                                |
| Con il nastro rosa                            | Matia Bazar                                  | 1993        | Innocenti evasioni                                |
| Prendila così                                 | Anna Oxa                                     | 1993        | Innocenti evasioni                                |
| I giardini di marzo                           | Eugenio Finardi                              | 1993        | Innocenti evasioni                                |
| La canzone del sole                           | Luca Barbarossa                              | 1993        | Innocenti evasioni                                |
| Il tempo di morire                            | Litfiba                                      | 1993        | Innocenti evasioni                                |
| Io vorrei... non vorrei... ma se vuoi         | Andrea Mingardi                              | 1993        | Innocenti evasioni                                |
| La canzone del sole                           | Formula 3                                    | 1993        | Formula 3 - I successi di Lucio Battisti          |
| Il mio canto libero                           | Formula 3                                    | 1993        | Formula 3 - I successi di Lucio Battisti          |
| Con il nastro rosa                            | Formula 3                                    | 1993        | Formula 3 - I successi di Lucio Battisti          |
| Una donna per amico                           | Formula 3                                    | 1993        | Formula 3 - I successi di Lucio Battisti          |
| Un'avventura                                  | Formula 3                                    | 1993        | Formula 3 - I successi di Lucio Battisti          |
| Emozioni                                      | Formula 3                                    | 1993        | Formula 3 - I successi di Lucio Battisti          |
| Mi ritorni in mente                           | Formula 3                                    | 1993        | Formula 3 - I successi di Lucio Battisti          |
| Balla Linda                                   | Formula 3                                    | 1993        | Formula 3 - I successi di Lucio Battisti          |
| Fiori rosa fiori di pesco                     | Formula 3                                    | 1993        | Formula 3 - I successi di Lucio Battisti          |
| I giardini di marzo                           | Formula 3                                    | 1993        | Formula 3 - I successi di Lucio Battisti          |
| Una giornata uggiosa                          | Formula 3                                    | 1993        | Formula 3 - I successi di Lucio Battisti          |
| Sì, viaggiare                                 | Formula 3                                    | 1993        | Formula 3 - I successi di Lucio Battisti          |
| Ancora tu                                     | Formula 3                                    | 1993        | Formula 3 - I successi di Lucio Battisti          |
| Pensieri e parole                             | Formula 3                                    | 1993        | Formula 3 - I successi di Lucio Battisti          |
| Io vorrei... non vorrei... ma se vuoi         | Formula 3                                    | 1993        | Formula 3 - I successi di Lucio Battisti          |
| Emozioni                                      | Mia Martini                                  | 1994        | Mia Martini Live                                  |
| Con il nastro rosa                            | Anna Oxa                                     | 1994        | Cantautori 2                                      |
| 7 e 40                                        | Pitura Freska                                | 1994        | Innocenti evasioni 2                              |
| La compagnia                                  | Tazenda                                      | 1994        | Innocenti evasioni 2                              |
| Il mio canto libero                           | Cristiano De André                           | 1994        | Innocenti evasioni 2                              |
| Neanche un minuto di "non amore"              | Mario Lavezzi & Baraonna                     | 1994        | Innocenti evasioni 2                              |
| Confusione                                    | Angela Baraldi                               | 1994        | Innocenti evasioni 2                              |
| Amarsi un po'                                 | Gatto Panceri                                | 1994        | Innocenti evasioni 2                              |
| Nessun dolore                                 | Giorgia                                      | 1994        | Innocenti evasioni 2                              |
| Il leone e la gallina                         | Samuele Bersani                              | 1994        | Innocenti evasioni 2                              |
| Un'avventura                                  | Mietta                                       | 1994        | Innocenti evasioni 2                              |
| L'aquila                                      | Graziano Romani                              | 1994        | Innocenti evasioni 2                              |
| Il tempo di morire                            | Vasco Rossi                                  | 1996        | Live Mugello                                      |
| Perché dovrei                                 | Carmen Villani                               | 1997 (1970) | Tu chiamale se vuoi... emozioni                   |
| Le cose che pensano                           | Ron                                          | 2001        | Cuori di vetro                                    |
| Cosa succederà alla ragazza                   | Alice                                        | 2003        | Viaggio in Italia                                 |
| Ecco i negozi                                 | Alice & Morgan                               | 2003        | Viaggio in Italia                                 |
| Sì, viaggiare                                 | Nek                                          | 2006        | Innocenti evasioni 2006                           |
| Innocenti evasioni                            | Cesare Cremonini                             | 2006        | Innocenti evasioni 2006                           |
| La metro eccetera                             | Max Pezzali & Stylophonic                    | 2006        | Innocenti evasioni 2006                           |
| Uno in più                                    | Irene Grandi                                 | 2006        | Innocenti evasioni 2006                           |
| Prigioniero del mondo                         | Nomadi                                       | 2006        | Innocenti evasioni 2006                           |
| Emozioni                                      | Dolcenera                                    | 2006        | Innocenti evasioni 2006                           |
| Una donna per amico                           | Sugarfree                                    | 2006        | Innocenti evasioni 2006                           |
| I giardini di marzo                           | Luciano Ligabue                              | 2006        | Innocenti evasioni 2006                           |
| Tubinga                                       | Cristalli Liquidi                            | 2018        | LB/R La Bellezza Riunita                          |
| Cosa succederà alla ragazza                   | Pankow                                       | 2018        | LB/R La Bellezza Riunita                          |
| La metro eccetera                             | Riva & Myss Keta                             | 2018        | LB/R La Bellezza Riunita                          |
| Le cose che pensano                           | Rachele Bastreghi                            | 2018        | LB/R La Bellezza Riunita                          |
| Per altri motivi                              | Ernesto Tomasini & Man Parrish               | 2018        | LB/R La Bellezza Riunita                          |
| Don Giovanni                                  | Larsen & Little Annie                        | 2018        | LB/R La Bellezza Riunita                          |
| Ecco i negozi                                 | Spartiti & DJ Rocca                          | 2018        | LB/R La Bellezza Riunita                          |
| Gabbianone                                    | Federico Fiumani & Daniele Biagini           | 2018        | LB/R La Bellezza Riunita                          |
| Allontanando                                  | Backwords                                    | 2018        | LB/R La Bellezza Riunita                          |
| Dalle prime battute                           | The Love and Trust Collective                | 2018        | LB/R La Bellezza Riunita                          |
| Fatti un pianto                               | Alexander Robotnick & Bottin                 | 2018        | LB/R La Bellezza Riunita                          |
| Vendo casa                                    | Roberto Tardito                              | 2024        | I                                                 |
| Non è Francesca                               | Roberto Tardito                              | 2024        | I                                                 |

### Cover in altre lingue
| Titolo                                                           | Interprete             | Anno | Album                                             |
| ---------------------------------------------------------------- | ---------------------- | ---- | ------------------------------------------------- |
| Balla Linda (Bella Linda)                                        | The Grass Roots        | 1968 | Midnight Confessions/Bella Linda                  |
| Il vento (When The Wind Arises)                                  | The Rokes              | 1968 | The Works Of Bartholomew/When The Wind Arises     |
| Il paradiso (If Paradise Is Half As Nice)                        | Amen Corner            | 1969 | If Paradise Is Half As Nice/Hey Hey Girl          |
| Il paradiso                                                      | Mal                    | 1969 | Mal dei Primitives                                |
| Mi ritorni in mente (Wake Me I Am Dreaming)                      | Love Affair            | 1970 | Wake Me I Am Dreaming/That's My Home              |
| E penso a te (Je pense a toi)                                    | Jean-François Michael  | 1970 | Je pense a toi/Premier mot d'amour                |
| Pensieri e parole (Un an déjà)                                   | Jean-François Michael  | 1971 | Un an déjà/Mais on ne vit qu'une fois             |
| Mondo blu (Monde bleu)                                           | Jean-François Michael  | 1972 | Ladybelle/Un monde bleu                           |
| Amore caro, amore bello (Mon tendre amour)                       | Séverine               | 1972 | Mon tendre amour/Tout le monde a droit au bonheur |
| E penso a te (Seninleyim)                                        | Ajda Pekkan            | 1973 | Seninleyim/Palavra Palavra                        |
| Pensieri e parole (Tankar och ord)                               | Sylvia Vrethammar      | 1973 | Jag sjunger för dej                               |
| Amor mio (Rakkaani)                                              | Marion Rung            | 1974 | Lauluja sinusta                                   |
| Io vorrei... non vorrei... ma se vuoi (Music Is Lethal)          | Mick Ronson            | 1974 | Slaughter on 10th Avenue                          |
| Il mio canto libero (Ma chanson de liberté)                      | Hervé Vilard           | 1975 | Ma chanson de liberté/La De'chirure               |
| Io vorrei... non vorrei... ma se vuoi (La fille d'un seul amour) | Noëlle Cordier         | 1976 | La fille d'un seul amour/Comment l'oublier        |
| I giardini di marzo (Poso Kairo)                                 | Vicky Léandros         | 1977 | V. L.                                             |
| Luci-ah                                                          | Jürgen Drews           | 1978 | Feuer + Wasser                                    |
| I giardini di marzo (Gärten im März)                             | Jürgen Marcus          | 1978 | Jürgen Marcus                                     |
| Una donna per amico (Dich Lieben)                                | Jürgen Marcus          | 1979 | Ein Teil von Mir                                  |
| Innocenti evasioni (Heimliche freundin)                          | Jürgen Marcus          | 1979 | Ein Teil von Mir                                  |
| 29 settembre (29th September)                                    | The Bevis Frond        | 1993 | Let's Live For Today/29th September               |
| Io vivrò senza te (Mi vida por un hombre)                        | Mónica Naranjo         | 2000 | Minage                                            |
| Respirando                                                       | Ana Belén              | 2003 | Viva l'Italia                                     |
| La canzone del sole                                              | Lavrentis Machairitsas | 2005 | Alkyonides Meres                                  |
| E penso a te                                                     | Lavrentis Machairitsas | 2005 | Alkyonides Meres                                  |
| Anna                                                             | Lavrentis Machairitsas | 2005 | Alkyonides Meres                                  |